# Les Provinciales
Vous lisez un « article de qualité » labellisé en 2015.
Pour les articles homonymes, voir Provinciales.
Les Provinciales (titre complet : Lettres écrites par Louis de Montalte à un provincial de ses amis et aux RR. PP. Jésuites sur le sujet de la morale et de la politique de ces Pères) sont un ensemble de dix-huit lettres, en partie fictives, écrites par Blaise Pascal. Publiées entre janvier 1656 et mars 1657, elles ont d’abord eu pour but de défendre le théologien janséniste Antoine Arnauld, menacé d’être condamné par la Sorbonne, avant de s’orienter vers une critique de la Compagnie de Jésus et, en particulier, de la casuistique laxiste défendue par certains de ses membres.
Les Provinciales paraissent dans le cadre d’un débat de longue haleine entre jansénistes et jésuites au sein de l’Église catholique, portant principalement sur la grâce et les pratiques sacramentelles. Ces derniers semblent triompher quand le Saint-Siège condamne en 1653 un ensemble de propositions attribuées à Jansénius. Antoine Arnauld, plus importante figure du parti janséniste depuis plusieurs années, réagit en publiant plusieurs libelles apologétiques ; l’un d’entre eux est mis en cause devant la Sorbonne en novembre 1655, et la condamnation du théologien semble très rapidement certaine.
Pour faire face à une procédure perdue d’avance, les jansénistes prennent alors le parti de s’adresser à l’opinion publique. Ils font pour cela appel à Blaise Pascal : celui-ci, qui a récemment décidé de se consacrer à la religion, ne s’est jusqu’alors jamais essayé à ce genre d’ouvrages, bâtissant sa réputation sur ses travaux de mathématiques et de physique. Les Provinciales sont néanmoins un grand succès, immédiat et croissant, qui se justifie tant par la qualité d’écriture de l’auteur (emploi d’un style agréable, usage efficace du comique, « vulgarisation » réussie de la théologie), que par la solidité de son argumentation. Ce dernier choisit d’employer la fiction : un Parisien de la bonne société informerait par lettres un ami vivant en province du déroulement du procès d’Arnauld à la Sorbonne. La première lettre parait en janvier 1656, anonymement et clandestinement.
Après la troisième, le théologien ayant été condamné, Pascal change de cible : il s’attaque désormais exclusivement à la Compagnie de Jésus. Celle-ci est dès lors incarnée par un Père naïf et pédant, qui durant plusieurs entretiens expose au narrateur les plus coupables maximes morales défendues par les jésuites, sans en percevoir la gravité, ni l’indignation de son interlocuteur. Avec la onzième lettre, se produit un second tournant : l’auteur abandonne cette fois la fiction pour répliquer directement aux jésuites, qui ont entre-temps produit plusieurs réponses. Les Provinciales cessent de paraître en mars 1657, pour des raisons mal connues.
Malgré une forte répression des autorités politiques, l’œuvre a fait évoluer l’élite sociale qui constitue à l’époque l’opinion publique en faveur du jansénisme, tout en donnant une image négative de la Compagnie de Jésus en France. Les maximes morales laxistes dénoncées par Pascal font rapidement l’objet de la réprobation générale, et sont condamnées à plusieurs reprises par Rome. Néanmoins, les Provinciales n’ont pas eu le même succès quant à la défense du courant janséniste et de Port-Royal, l'abbaye qui l’incarne : dans les années qui suivent, les mesures de persécution provenant du roi de France et du Saint-Siège redoublent à leur égard. D’un point de vue littéraire, la réputation de l’œuvre n'a malgré tout jamais été remise en cause : celle-ci est aujourd’hui considérée comme un classique de la littérature française.

## Genèse de l’œuvre

### Contexte général

#### La Compagnie de Jésus au milieu duXVIIesiècle

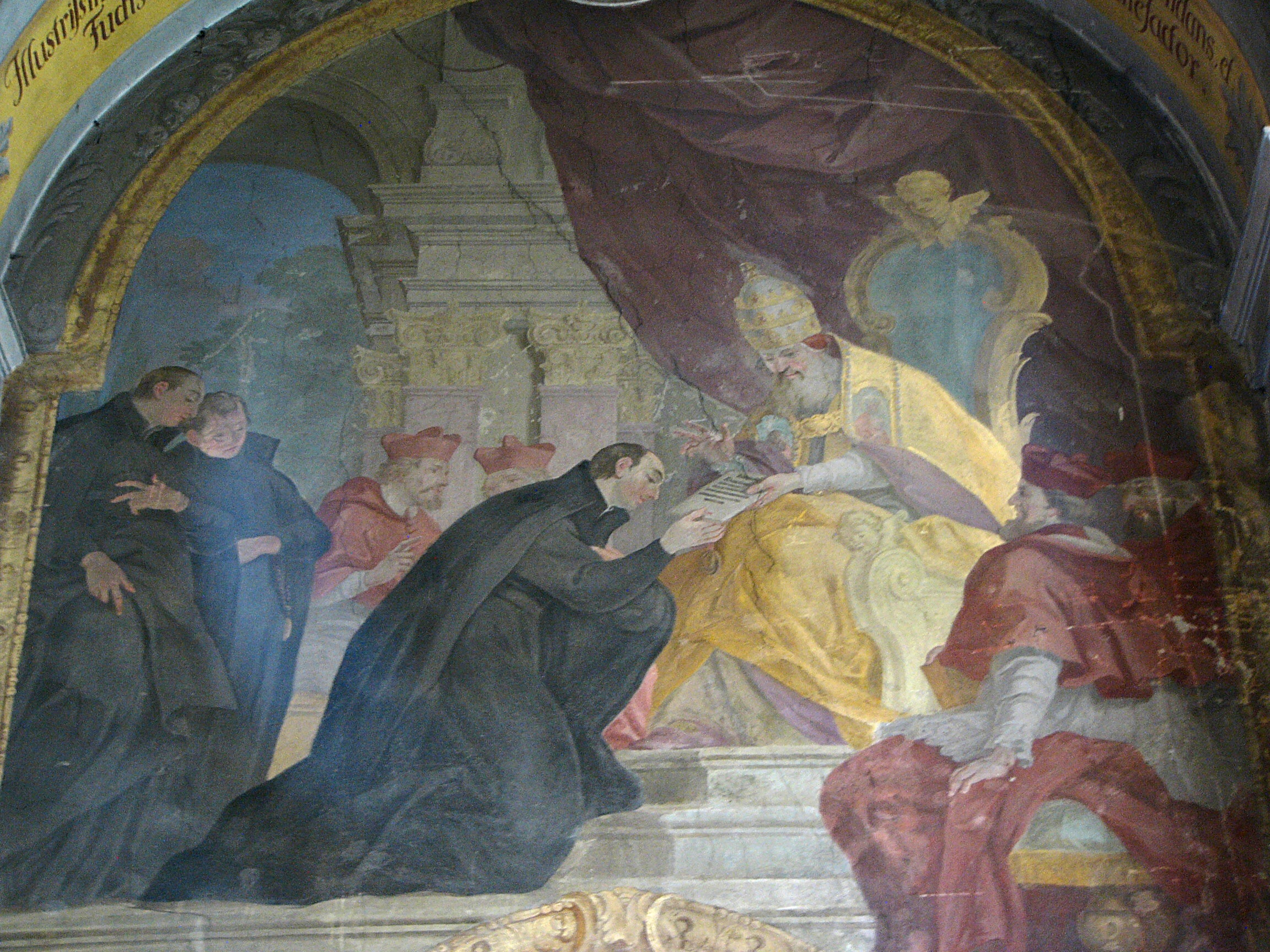
Fresque montrant Ignace de Loyola recevant la bulle Regimini militantis Ecclesiae des mains du pape Paul III ; Approbation de la Compagnie de Jésus, Johann Christoph Handke, milieu du XVIII.

Fondée en 1539 par Ignace de Loyola et un groupe d'amis, la Compagnie de Jésus est approuvée en 1540 par  le pape Paul III. Au milieu du XVIIe siècle, elle s’est imposée dans l’Église catholique comme, numériquement, le premier ordre religieux, avec environ quinze mille membres. Elle est présente dans presque tous les pays catholiques, et dans de nombreux 'pays de mission'. Elle dispose d’un grand prestige, ayant tenu un rôle important dans le mouvement de Réforme catholique. Comme les autres grands ordres religieux, les jésuites ne dépendent pas de l'autorité diocésaine. Seul le Saint-Siège, qui lui manifeste régulièrement sa bienveillance, a autorité sur la Compagnie. Celle-ci échappe aussi largement au contrôle des États. Ses membres sont soumis à une règle ferme et à une stricte hiérarchie, à la tête de laquelle se trouve un « Supérieur Général » disposant d'un pouvoir important. Il est par exemple nécessaire qu'un jésuite obtienne la permission de ses supérieurs avant de publier un ouvrage.
L'enseignement est une des principales activités de la Compagnie de Jésus. Au milieu du XVIIe siècle les jésuites dirigent certains des plus prestigieux établissements d'enseignement supérieur du monde chrétien, tel le collège de Clermont à Paris. Ils jouent également un grand rôle dans la propagation de la foi catholique, contribuant au recul de l'influence protestante dans certaines régions (comme la Flandre ou la Bohême), et évangélisant des populations alors considérées comme païennes en Asie, en Afrique, ainsi que dans le Nouveau Monde. Par ailleurs, ils disposent d'un important réseau d'influence, certains jésuites œuvrant dans l’entourage des puissants, notamment en tant que confesseurs ou précepteurs. Enfin, l'Ordre donne une solide formation spirituelle et intellectuelle à ses membres, ce qui fait que nombre de théologiens parmi les plus réputés sont jésuites. La Compagnie de Jésus a ainsi eu une certaine influence sur les orientations doctrinales et pastorales du concile de Trente.
Un problème théologique vivement débattu entre théologiens de l'époque - jésuites et autres - était la question de la grâce divine dans sa relation avec le libre-arbitre humain. En 1588, Luis Molina publie en effet De concordia liberi arbitrii cum divinae gratiae donis, ouvrage dans lequel il affirme que c’est à l’homme qu'il revient d’obtenir ou non le salut, en usant de son libre arbitre. Cette œuvre est l’aboutissement d’une tendance datant de plusieurs dizaines d’années, déjà visible dans les écrits des premières grandes figures de la Compagnie de Jésus, évolution sans doute influencée par la spiritualité ignatienne, le mouvement humaniste et par le désir de s’opposer au protestantisme sur le sujet. La position de Molina est en contradiction avec la vision augustinienne et thomiste de la grâce, traditionnellement prévalente dans l’Église et adoptée par la majeure partie des protestants, suivant laquelle c’est Dieu seulement qui détermine celui qui sera sauvé ou non, en lui accordant ou pas la grâce. Le point de vue défendu par les jésuites est rapidement considéré par ses adversaires comme une hérésie, semblable au semi-pélagianisme : ceux-ci parlent de « molinisme ».

#### La casuistique et le probabilisme

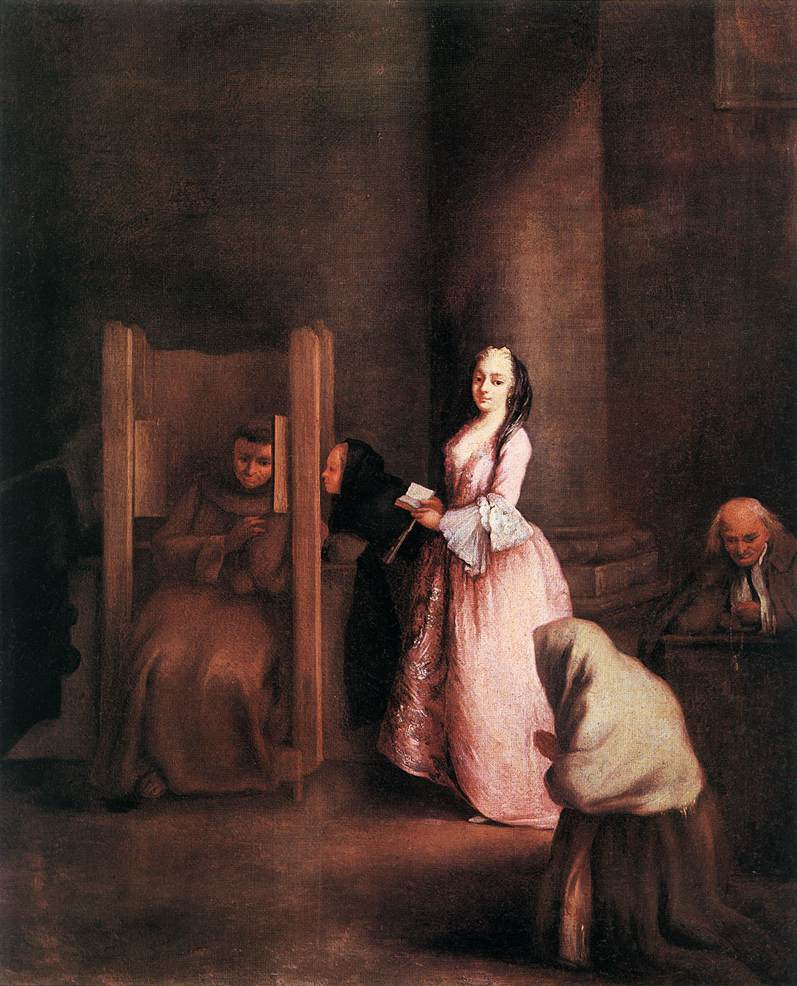
La Confession, Pietro Longhi, vers 1750.

La casuistique déclarée est la part de la théologie étudiant les cas de conscience : il s’agit de déterminer la bonne décision à prendre en cas de choix moral difficile. En effet, s’il existe d’un point de vue chrétien des lois morales incontestables, car faisant partie de la vérité révélée, leur application pratique peut laisser place au doute ; le casuiste tente de remédier à ces incertitudes. De façon classique, un ouvrage de casuistique consiste en une compilation de cas problématiques exposés sous forme de questions, auxquelles l’auteur répond en se justifiant par le biais d’autorités (Saintes Écritures, conciles, Pères de l'Église, autres casuistes, etc.), par l’usage reçu, par le sentiment naturel, ou bien en mettant en avant son propre jugement ; il considère également la gravité du péché éventuellement commis, en suivant une nomenclature précise (péchés véniels, mortels, etc.).
La casuistique déclarée apparaît au Moyen Âge, à la suite du quatrième concile du Latran (1215), qui généralise le sacrement de réconciliation. Elle est fortement influencée par la philosophie aristotélicienne. Le but originel des casuistes médiévaux est d’aider les confesseurs à accomplir leur fonction : ceux-ci cherchent à indiquer la solution la plus « probable », ou la plus « sûre en conscience », en donnant une place essentielle au degré « d’ignorance » du coupable pour juger de l’importance de la faute. Les ouvrages de casuistique se présentent alors presque tous sous la forme de « Sommes » cataloguant les différents cas, le plus souvent dans l’ordre alphabétique. Différents ordres religieux mendiants, en particulier ceux de Saint-Dominique et de Saint-François, puis la Compagnie de Jésus à partir du XVIe siècle, se spécialisent en cette « science », qui connaît un succès grandissant.
On considère souvent que c’est aux XVIe et XVIIe siècles que la casuistique connaît son âge d’or. Celle-ci évolue de façon importante à cette époque avec la diffusion du « probabilisme », dont le dominicain Bartolomé de Medina est à la fin du XVIe siècle le premier à formuler nettement les principes. Pour lui, contrairement aux casuistes médiévaux, il n’existe pas en cas de dilemme moral une seule solution à suivre absolument, mais un ensemble d’opinions « probables », qui toutes peuvent être choisies ; une opinion devient probable à partir du moment où elle est professée par un docteur de grand crédit. Cette doctrine se répand et domine rapidement la pensée casuistique ; elle est en particulier défendue par les jésuites (sans qu'il s'agisse d'une position officielle de la Compagnie) et les dominicains. Les ouvrages tentant d’exposer l’ensemble des opinions probables se multiplient, en latin comme en langue vulgaire, rédigés par des spécialistes tel que Juan Caramuel, Antonino Diana, Antonio Escobar… Les Resolutiones morales de Diana traitent ainsi de près de vingt mille cas.

#### La querelle de l’Augustinus

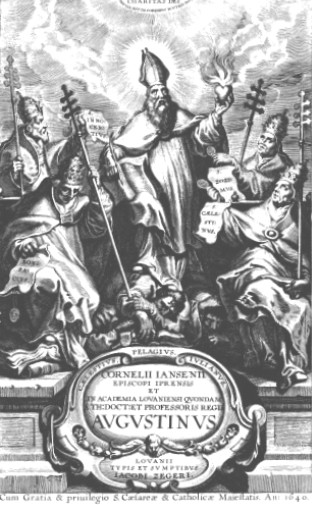
Frontispice de lAugustinus, édition de 1640.

Dès la fin du XVIe siècle, les jésuites suscitent dans le monde catholique l'hostilité d'une partie de l'opinion, en particulier en France. On leur reproche principalement leur influence politique anti-gallicane, leur théologie morale, et leur vision de la grâce. Sur le plan théologique, les attaques proviennent généralement des universités, où prévaut le plus souvent une vision augustinienne de ce dernier concept. De concordia liberi arbitrii cum divinae gratiae donis est ainsi mis en cause devant le pape. De 1597 à 1607, une commission se tient pour juger l’ouvrage ; sans doute par crainte d’affaiblir la Compagnie de Jésus, celle-ci n’aboutit finalement à rien, alors que la condamnation a semblé un temps acquise. En 1611, le pape interdit de publier sur le sujet ; son décret, renouvelé en 1625, est néanmoins souvent violé.
De même, la Sorbonne condamne dans la première moitié du XVIIe siècle différents ouvrages de jésuites accusés de prôner une morale relâchée ; le plus important est sans doute Somme des péchés qui se commettent en tous états, d’Étienne Bauny, également mis à l’index par le Saint-Siège. Louvain est peut-être la faculté où l’opposition théologique à la Compagnie de Jésus est la plus importante : diverses propositions émanant d’auteurs jésuites portant sur la grâce et la morale y sont mises en cause à la fin du XVIe siècle et pendant la première moitié du XVIIe siècle. En 1567, les thèses d’un de ses enseignants, Michaël Baius, ont par ailleurs été condamnées par le pape pour avoir accordé une part trop réduite au rôle de l’homme dans son salut.
C’est dans ce contexte que Jansénius, étudiant puis professeur au sein de cette université, rédige l’Augustinus, important ouvrage dans lequel il prétend décrire la conception de la grâce de saint Augustin ; en réalité, il entend surtout prouver l’identité de point de vue entre jésuites et semi-pélagiens sur le sujet. Quand il meurt en 1638, son œuvre est presque achevée ; elle est publiée en 1640 à Louvain par ses amis. L'Augustinus provoque immédiatement une forte polémique, que n’apaise pas sa condamnation en 1642 par le pape, qui punit surtout une relance de la dispute. En France, où il est paru en 1641, l’ouvrage suscite des réactions contrastées : s’il est rapidement interdit par le cardinal de Richelieu, il est défendu par nombre de docteurs, le plus notable étant Jean Duvergier de Hauranne, abbé de Saint-Cyran.
Ce dernier a entrepris de réformer l’Église, en mettant fin aux pratiques et doctrines nouvelles qui la corrompent à ses yeux. C’est un ami de longue date de Jansénius, avec qui il entretenait une abondante correspondance depuis plusieurs dizaines d’années. Il partage ses positions sur la grâce, et est comme lui très hostile aux jésuites, critiquant en particulier leur conception des sacrements. Saint-Cyran s’oppose également au pouvoir royal, incarné par Richelieu, tant sur le plan politique, en mettant en cause sa politique d’alliance avec les protestants pour lutter contre les Habsbourgs, que sur le plan spirituel, le ministre-cardinal protégeant les jésuites et partageant la plupart de leurs idées théologiques. Cela lui vaut, à partir de 1638, d’être embastillé.
L’influence de Saint-Cyran s’est exercée en particulier au sein de l’Abbaye de Port-Royal, dont il est devenu directeur de conscience en 1635 ; celle-ci, depuis sa réforme par son abbesse Angélique Arnauld en 1608-1609, possède un grand prestige spirituel. En plus des religieuses, l’Abbaye accueille depuis 1638 une communauté d'hommes pieux retirés du monde, les Solitaires. Parmi eux, on trouve certains membres des plus importantes familles de la noblesse et de la bourgeoisie parisienne, souvent hostiles au pouvoir royal. Ainsi, Port-Royal incarne progressivement un véritable groupe social, composé de prêtres et religieux liés à l'Abbaye, et de leurs sympathisants ; son influence s'exerce à la cour, dans les académies littéraires ou scientifiques, et dans les salons. Elle s'étend même sur l'art et le comportement mondain : on parle alors de « goût de Port-Royal ».

#### Antoine Arnauld intervient dans la controverse

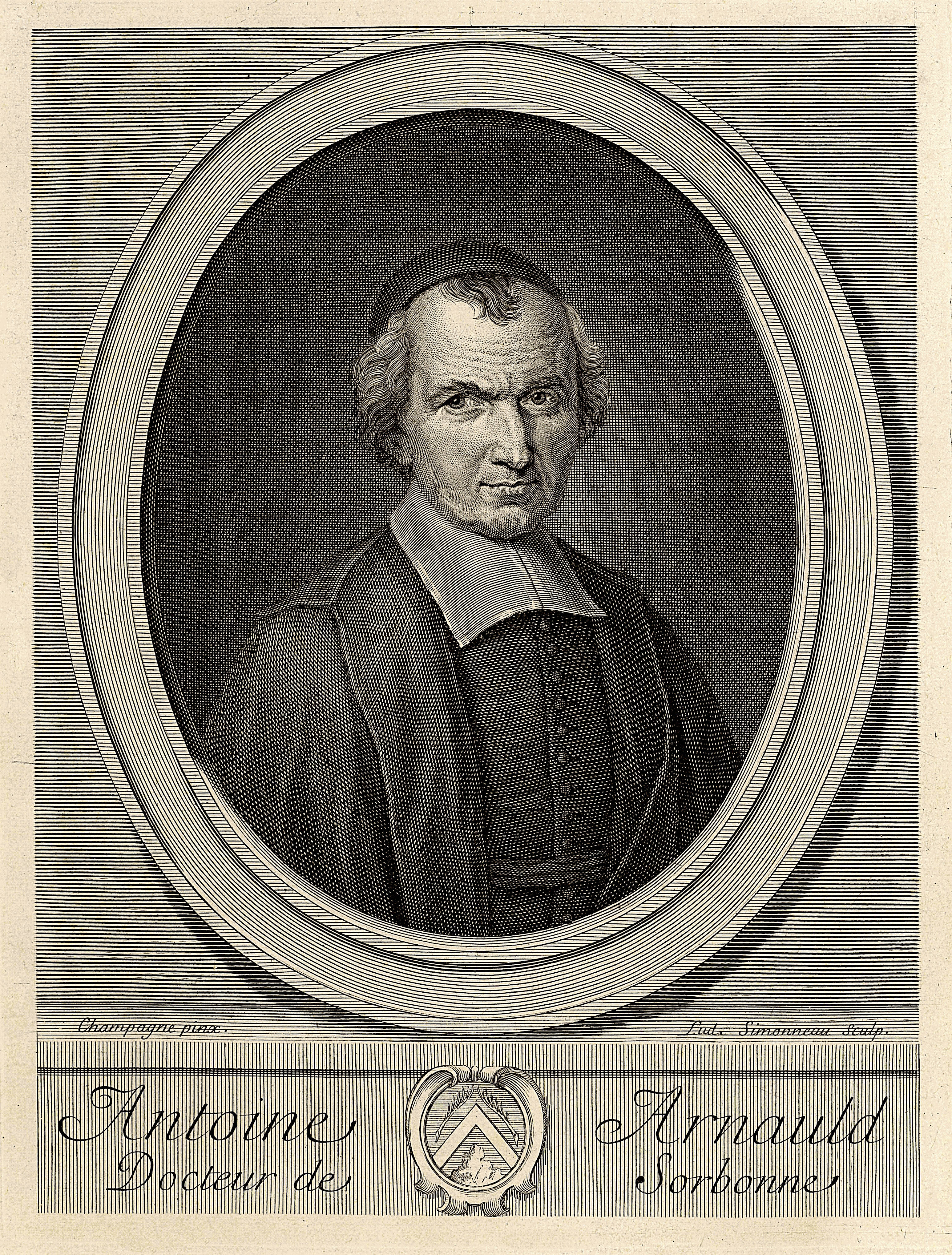
Antoine Arnauld ; Louis Simonneau d'après Philippe de Champaigne, 1696.

En 1643, le jeune théologien Antoine Arnauld se fait connaitre en publiant De la fréquente communion, ouvrage dans lequel il défend des idées rigoristes concernant la pénitence et l’eucharistie, tout en critiquant la vision de ces sacrements qui prévaut parmi les jésuites ; c’est un grand succès d’estime et de librairie. Peu après, il attaque à nouveau la Compagnie de Jésus en faisant paraître une Théologie morale des Jésuites, première offensive d’ensemble contre le laxisme moral que prôneraient ses membres ; ce pamphlet a cependant cette fois peu d'impact.
Frère cadet d’Angélique Arnauld, membre des Solitaires, Arnauld est un disciple de Saint-Cyran ; c’est à lui principalement que ce dernier a confié la charge de défendre l’Augustinus. À cette fin, il publie en 1644 et 1645 deux apologies, qui obtiennent du succès. Il apparaît dès lors comme la figure la plus importante du parti « janséniste », expression péjorative qui date de cette époque.
Les écrits d’Arnauld déclenchent une forte polémique entre augustiniens et jésuites, alimentée par la mise au jour en 1644 de thèses laxistes sur l’homicide. Ces derniers se défendent avec de violents libelles, dans lesquels ils s’attaquent notamment aux mœurs des religieuses de Port-Royal et prétendent que les jansénistes sont des calvinistes déguisés ; les Pères Jacques Nouet et François Annat, futurs adversaires de Pascal, jouent dès cette époque un rôle important dans le débat. Celui-ci s’apaise toutefois durant trois ans à partir de 1646.
En 1649, le syndic de la Sorbonne Nicolas Cornet relance la polémique en demandant à la faculté de condamner sept propositions sur la grâce ; celles-ci, rédigées de façon ambiguë, peuvent être considérées comme orthodoxes ou hérétiques suivant l’interprétation qu’on en fait. De façon évidente, la procédure vise l’Augustinus et les défenseurs de cet ouvrage déploient une grande activité pour la faire échouer, Arnauld publiant notamment deux libelles dans ce but.
L’affaire ayant abouti à un compromis à la Sorbonne, un docteur hostile aux jansénistes soumet en 1650 au pape les cinq premières propositions. Après trois ans de lutte à Rome entre défenseurs de l’évêque d’Ypres et partisans des jésuites, ces propositions sont finalement condamnées par le Saint-Siège, et attribuées à Jansénius. La bulle est bien reçue en France, réduisant un temps les augustiniens au silence.
Il s’agit là d’une importante défaite pour Port-Royal, de plus en plus attaqué par libelles interposés, et d’autant plus dangereuse que, passant pour un lieu de retraite et de complot pour les anciens frondeurs, l’abbaye est une nouvelle fois en délicatesse avec le pouvoir politique. Ses partisans se défendent en distinguant sous l’inspiration d’Arnauld le « droit et le fait » : les propositions seraient bien hérétiques, mais on ne les retrouverait pas dans l’Augustinus. Cette position est renforcée par le consensus théologique suivant lequel, si le pape ne peut errer sur les questions de foi, il le peut sur les questions de faits.[réf. nécessaire]
Le débat se poursuit : Annat, devenu confesseur du roi, publie en 1654 un libelle qui obtient un certain succès, Les chicaneries des jansénistes, dans lequel il prétend que les propositions se trouvent mot à mot dans l’Augustinus. Plus grave pour les jansénistes, l’Assemblée des évêques vote la même année une résolution les attribuant également à Jansénius ; un projet de formulaire allant dans le même sens, que certains membres du clergé auraient été obligés de signer, échoue néanmoins.

### Vers lesProvinciales

#### La mise en accusation d’Antoine Arnauld à la Sorbonne

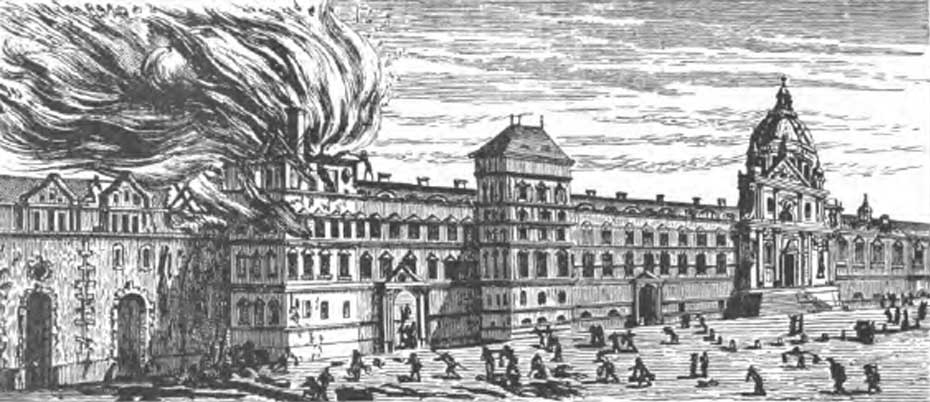
Représentation de la Sorbonne pendant un incendie, en 1670 ; 1915.

En février 1655, un des plus notables soutiens de Port-Royal, Roger du Plessis-Liancourt, duc de La Roche-Guyon, est sommé par son confesseur de rompre ses relations avec les jansénistes. Comme il n’accepte pas, on lui refuse l’absolution. Cet événement provoque une vive controverse. Antoine Arnauld entreprend de le soutenir en publiant un billet intitulé Lettre à une personne de condition, dans lequel il réfute l’accusation d’hérésie subie par les défenseurs de Jansénius, en mettant en avant leur soumission à la bulle du pape condamnant les cinq propositions. Cet écrit est relativement bien accueilli par le Saint-Siège, mais provoque en France une nouvelle guerre de libelles ; dans l’un d’entre eux, Annat accuse les jansénistes d’être si hérétiques qu’il faudrait fuir leur conversation.
En juillet de la même année, Arnauld publie une seconde défense de 250 pages in quarto intitulée Seconde lettre à un duc et pair. Dans une première partie, il y rejette encore une fois l’accusation d’hérésie, en s’attaquant à la conduite du vicaire ayant refusé d’absoudre le duc de Liancourt ; dans une seconde partie, plus dogmatique, il tente de montrer que c’est saint Augustin qui est véritablement visé à travers Jansénius. Cette « lettre » obtient un grand succès. Elle donne toutefois l’occasion aux ennemis d’Arnauld d’engager contre lui une procédure à la Sorbonne, qui débute en novembre.
Le moment leur est favorable : le syndic de la faculté est très hostile aux jansénistes, et le pouvoir politique décidé à les soutenir, peut-être pour « faire oublier » au pape l'alliance de la France avec l'Angleterre contre l'Espagne ; ainsi, probablement sous l’influence de Mazarin, soixante-dix docteurs désirant faire annuler la procédure sont déboutés en appel. En décembre, une commission chargée d’examiner la Seconde lettre à un duc et pair en retient cinq propositions estimées condamnables. Celles-ci se rapportent plus précisément à deux passages, l’un affirmant que les propositions attribuées à Jansénius ne se trouvent pas dans son œuvre, l’autre touchant la grâce efficace.
L’affaire est dangereuse pour Port-Royal, dans la mesure où une condamnation par la Sorbonne aurait sans doute un impact important sur l’opinion. Par crainte d’une lettre de cachet, Arnauld se retire en octobre 1655 parmi les Solitaires. Face à des conditions qu’il juge inacceptables, il refuse de s’exprimer à la faculté, se défendant seulement par le biais d’écrits apologétiques. En fait, il semble avoir été pris à cette époque d’un certain découragement.
Une tentative d’accommodement ne donne rien. Les propositions sont condamnées « de fait » le 14 janvier 1656, la condamnation « de droit » semblant certaine à court terme. La procédure a été marquée de multiples irrégularités : les moines mendiants ont par exemple été beaucoup plus nombreux dans l’assemblée que ce permis par le règlement, et le temps de parole a été limité à une demi-heure. En réaction, soixante docteurs favorables à Arnauld se sont retirés des discussions.[réf. nécessaire]

#### Le choix de Pascal comme rédacteur d’une défense d’Arnauld

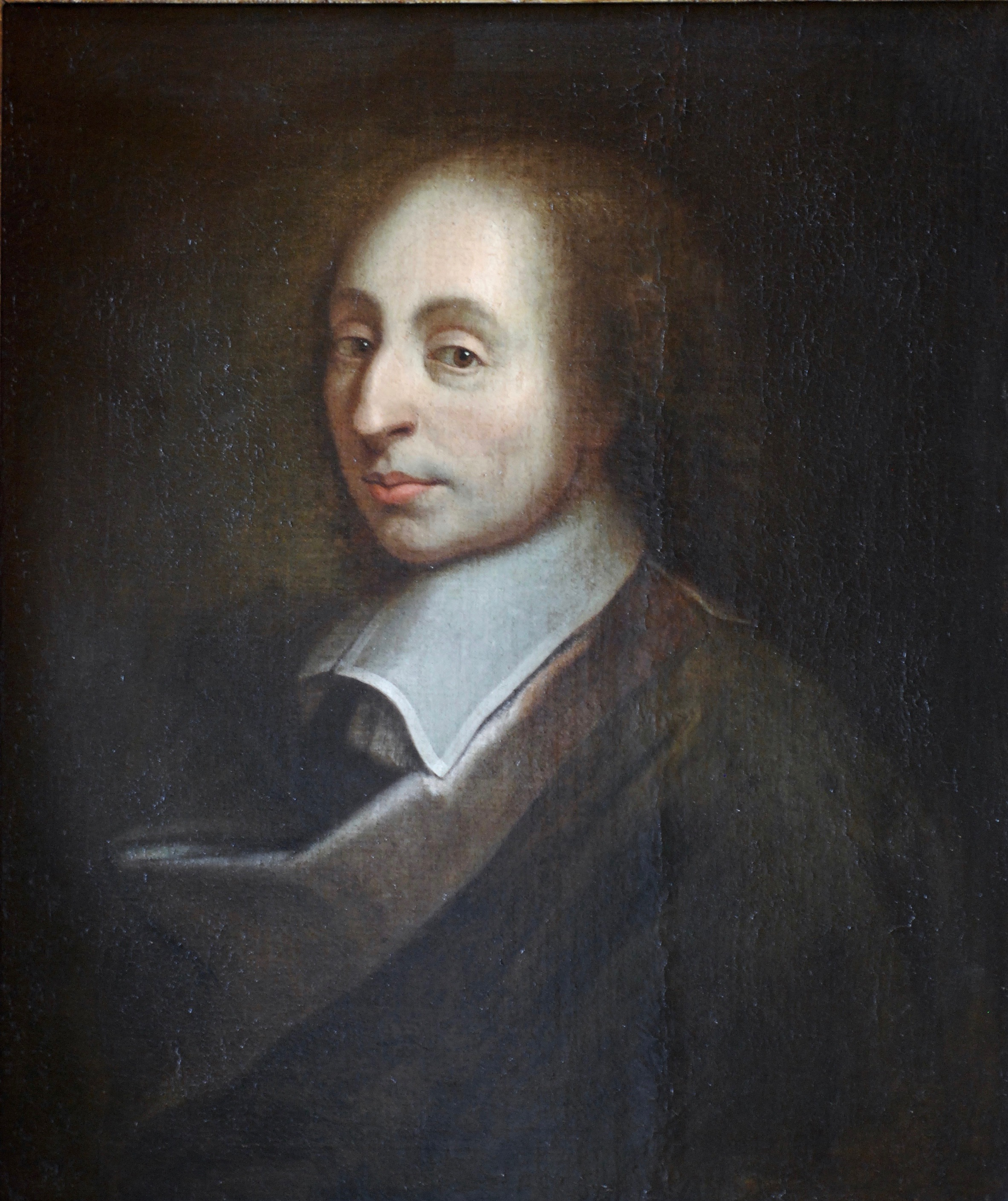
Blaise Pascal ; François II Quesnel, date inconnue.

Né en 1623, Blaise Pascal est célèbre dans le monde intellectuel grâce à ses travaux de physique et de mathématiques, produits à un très jeune âge. Il a en particulier obtenu sa renommée en prouvant l’existence du vide, jusqu’alors généralement rejetée. L’ensemble de sa famille est acquise aux idées jansénistes : sa sœur Jacqueline, à laquelle il est très attaché, est ainsi devenue religieuse à Port-Royal sous le nom de sœur Sainte-Euphémie.
Constamment malade, Pascal a fréquenté entre 1651 et 1654 les milieux mondains, sur les conseils de ses médecins. Il s’en est détaché à la suite d’une « nuit de feu », à l’issue de laquelle il s’est promis de se consacrer à Dieu et à la défense de la religion. Il a fait depuis de nombreuses retraites parmi les Solitaires de Port-Royal, où il a rencontré certains des principaux défenseurs du jansénisme, tel Arnauld ou Lemaistre de Sacy. Ce dernier est devenu son directeur de conscience.
Les circonstances de la création des Provinciales sont mal éclaircies. On les connait principalement par deux récits : celui de Pierre Nicole dans sa préface à l’édition latine de l’œuvre, publiée en 1658, et celui de Marguerite Périer, nièce de Pascal, rédigé en marge du Nécrologue de Port-Royal à une date inconnue. Suivant le premier, alors que ses amis s’accordaient sur la nécessité d’expliquer la vanité de la procédure contre Arnauld au public, Pascal se serait offert de s’acquitter de cette tâche. Suivant le second, c’est Arnauld qui aurait eu l’initiative de rédiger une défense, mais son écrit aurait été mal reçu par les Solitaires ; il aurait dès lors offert à Pascal de s’en charger, dont le travail aurait cette fois soulevé l’enthousiasme. On a tendance à faire davantage confiance au témoignage de Nicole, Marguerite Perrier étant généralement considérée comme une source peu fiable.
Dans tous les cas, les Provinciales répondent probablement à un besoin prégnant à Port-Royal à partir de la fin 1655 de porter l’affaire devant l’opinion publique, la lutte à la Sorbonne contre la censure étant pratiquement vaine :  celle-ci s’intéresse aux débats, mais est rebutée par leur complexité. Il s'agit sans doute également de mobiliser les milieux proches de l'abbaye, alors que ses soutiens traditionnels (Parlement, épiscopat...) l'abandonnent.
Pascal connaît sans doute déjà bien la théologie, et en particulier l’œuvre de saint Augustin. De plus, il sait le goût mondain, et ses qualités de polémistes sont reconnues ; il les avait notamment montrées lors d’un débat organisé à Port-Royal avec Lemaistre de Sacy, portant sur Épictète et Montaigne. Enfin, Pascal désire probablement depuis longtemps participer à la polémique.
Port-Royal n’a sans doute jamais jusqu’alors disposé d’un tel talent dans son camp : si Arnauld figure parmi les plus remarquables théologiens français (il connaît particulièrement bien la patristique), ses capacités de publiciste sont certainement trop limitées pour générer l'impact nécessaire auprès du public mondain. De même, les écrits des autres défenseurs de Port-Royal, tel Lemaistre de Sacy ou Martin de Barcos, sont le plus souvent considérés aujourd'hui comme plats et pénibles à lire.
Pascal rédige probablement la première lettre en quelques jours, après la première condamnation de fait. Après avoir sans doute été soumise aux Solitaires, et plus particulièrement à Arnauld, celle-ci est imprimée clandestinement ; elle est tirée à environ deux-mille exemplaires, chiffre relativement faible, ce qui laisse penser que la première Provinciale n'a pas été considérée tout d'abord comme une pièce majeure de la controverse.

## Résumé des dix-huit lettres
Lettre I
23 janvier 1656
Pascal figure un rédacteur issu de la bonne société, sans partis pris, qui s’intéresse aux « disputes de Sorbonne » sans être savant sur le sujet. Il a constaté la condamnation d’Arnauld sur le « point de fait » : il s'agissait de déterminer si ce dernier avait été téméraire ou non d’affirmer dans sa Seconde lettre à un duc et pair que les propositions condamnées par le pape n’étaient pas de Jansénius. Toutefois, il s’intéresse davantage au « point de droit », qui porte sur un passage du libelle traitant de la grâce jugé hérétique par les accusateurs du théologien.
Pour en être éclairé, le narrateur tente de s’en informer auprès d’un docteur hostile à Port-Royal ; il lui demande en quoi la perception de la grâce par Arnauld, et plus généralement par les jansénistes, est hérétique. Celui-ci lui répond que leur erreur est de ne pas reconnaître que « tous les justes ont toujours le pouvoir d’accomplir les commandements ».
Le narrateur cherche ensuite à vérifier cette assertion auprès d’un ami janséniste, mais celui-ci dément fermement l’avoir jamais nié. Il retourne donc vers son premier docteur, qui précise que les partisans de Jansénius sont en réalité hérétiques en cela qu’ils ne tiennent pas ce pouvoir comme « prochain ». Ce terme obscur achève de le brouiller.
Le janséniste lui explique que l’expression de « pouvoir prochain » possède en réalité des sens différents selon les écoles de théologie. Le narrateur cherche d'abord à le vérifier en interrogeant un Jésuite moliniste, qui prétend que le pouvoir prochain consiste en « avoir tout le nécessaire pour faire quelque chose, de telle sorte qu’il ne manque rien pour agir », avant de se tourner vers un dominicain thomiste, qui lui affirme le contraire. Il parvient finalement à les confondre : les deux parties se sont entendues sur un terme vide de sens afin de pouvoir s’unir contre les jansénistes, malgré leurs divergences d’opinions.
Lettre II
29 janvier

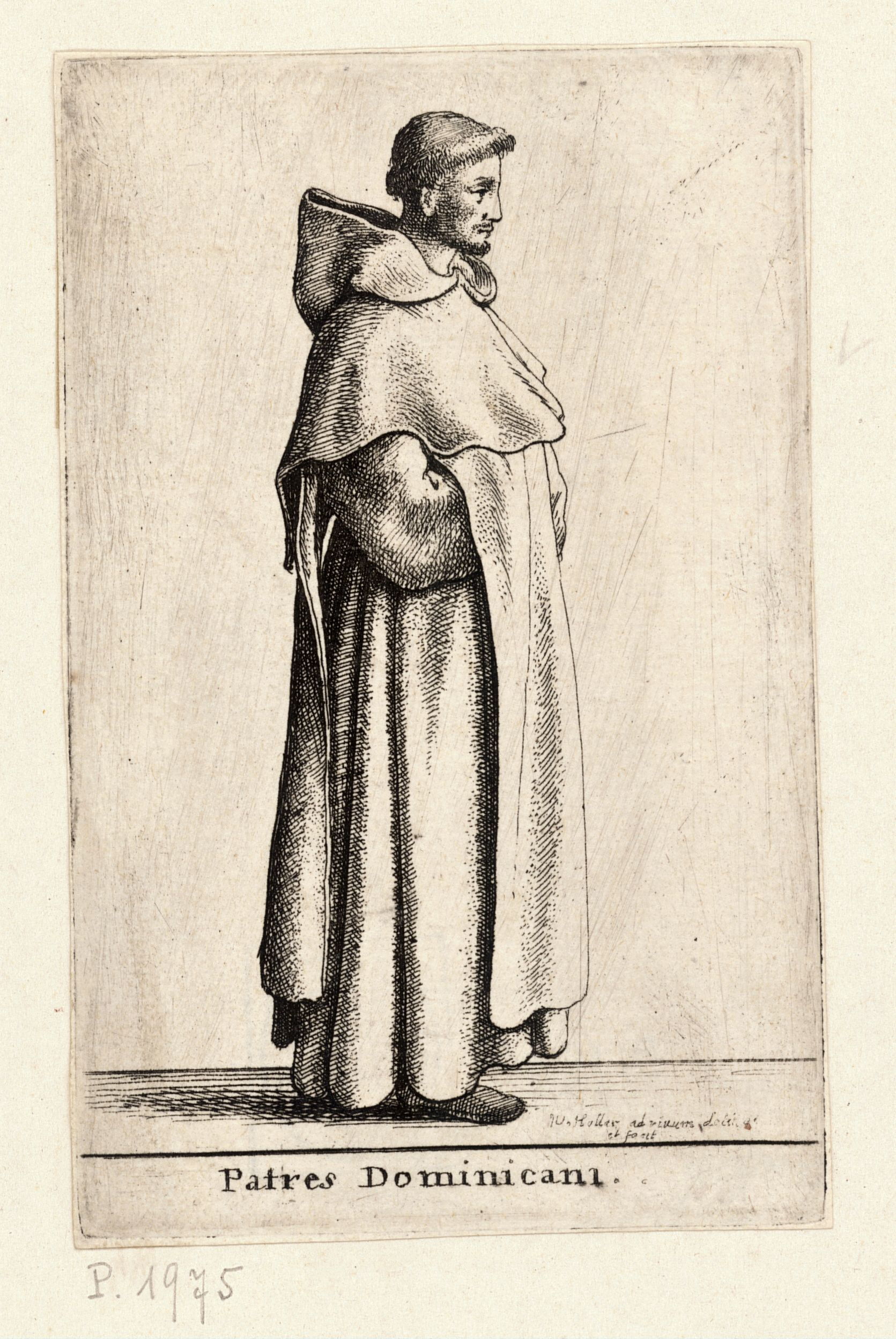
Représentation d'un dominicain ; Wenceslas Hollar, XVII.

Un ami du narrateur lui affirme que les jésuites et les dominicains n'ont pas la même vision de la grâce, en dépit de leur union. Les premiers croient à une « grâce suffisante », donnée à tous dès la naissance, alors que les seconds, s'ils reconnaissent l’existence de cette grâce suffisante, la doublent d’une « grâce efficace » que Dieu donne seulement à certains élus, indispensable pour obtenir le salut. Les jansénistes n’admettent quant à eux que cette grâce efficace.
La conception des dominicains n'a ainsi aucun sens, la grâce étant pour eux « suffisante sans l’être » ; en réalité, ces derniers ont admis la grâce suffisante dans le seul but de présenter une apparente convergence d’opinion avec les jésuites sur le sujet. La Compagnie de Jésus se contente de son côté de cette concession, qui fait croire au public que les dominicains ont une position semblable à la leur, pour concentrer ses attaques sur les jansénistes, devenus les véritables défenseurs de la grâce efficace.
Le rédacteur décide de rendre visite à un dominicain, accompagné d’un ami janséniste. Pressé par eux (il est notamment comparé à un médecin se rangeant à l’avis d’un mauvais confrère, qui flattait un mourant au sujet de son état, afin d’en chasser un bon ayant dit la vérité au malade) celui-ci reconnaît que la validité d’une de ces conceptions exclut de fait celle de l'autre. Il avoue ensuite que, après une longue lutte, son ordre n'a admis l'existence de la grâce suffisante que dans le but de faire la paix avec les jésuites, jugés trop puissants. Le janséniste lui reproche alors amèrement d'avoir abandonné la vérité pour des motifs politiques.
Lettre III
9 février

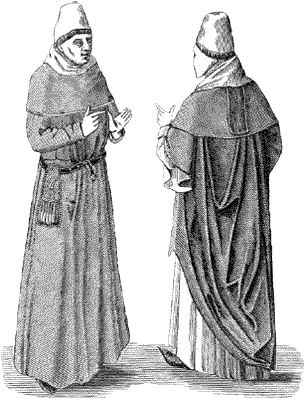
Représentation de docteurs de Sorbonne ; 1915.

Le narrateur fait le récit de la condamnation de droit d’Arnauld par la Sorbonne. Tandis qu’on lui avait auparavant reproché les pires hérésies, et que de nombreux et savants docteurs très ennemis du théologien ont longtemps étudié son libelle, quatre propositions seulement issues de la Seconde lettre à un duc et pair ont été déclarées hérétiques, sans explications ; pourtant, de nombreux passages des Pères de l’Église cités par Arnauld semblaient assurer leur orthodoxie. Étonné par cela, peinant à démêler la vérité de l’erreur, le rédacteur s’adresse à un docteur de la Sorbonne neutre pour être éclairci.
Celui-ci lui répond que, devant l’impossibilité pour les ennemis d’Arnaud de trouver dans son œuvre des propos contraires à la religion (s’il en existait, ils se seraient empressés de justifier leur censure), ceux-ci ont décidé de condamner quatre passages sans commentaires. Ils espèrent ainsi que la censure en elle-même sera suffisante pour lui faire perdre son crédit, en faisant impression sur le peuple, qui n’entend pas les arguments théologiques qu’on peut facilement lui opposer.
Comme à leur habitude, les adversaires du théologien se contentent ainsi d’une victoire temporaire, en intriguant plutôt qu’en argumentant : peu importe qu’elle ait été obtenue grâce au vote d’une partie seulement des docteurs de la Sorbonne, en employant des moyens irréguliers, et sans présenter aucune argumentation. Finalement, pour ses opposants, l’hérésie d’Arnauld semble liée à sa personne et non à ses écrits : des propos orthodoxes chez les Pères deviennent hérétiques quand c’est lui qui les exprime.
Lettre IV
15 février

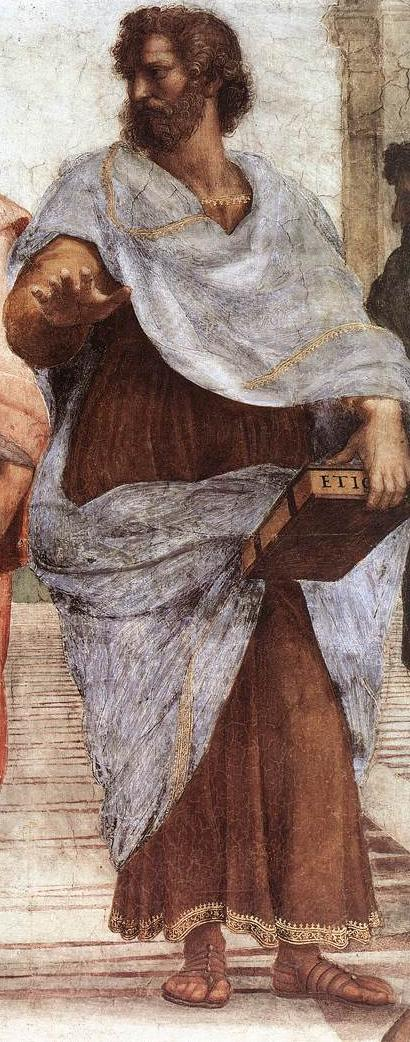
Détail d'une fresque, représentant Aristote ; L'école d'Athènes, Raphaël, 1510–1511.

Accompagné de son ami janséniste, le narrateur demande à un Père jésuite de définir ce qu’est la « grâce actuelle ». Celui-ci lui explique que ce terme signifie « qu’une action ne peut être imputée à péché, si Dieu ne nous donne, avant que de la commettre, la connaissance du mal qui y est, et une inspiration qui nous excite à l’éviter », ce que contestent les jansénistes. Il cite ensuite à son appui plusieurs casuistes et scolastiques modernes.
Le rédacteur s'exclame alors avec ironie qu'il est heureux d'apprendre que tous ceux qui s'abandonnent entièrement au péché, au point de n'en jamais ressentir aucuns remords, soient finalement assurés d'être sauvés. Le jésuite cherche à éviter la difficulté en affirmant que, suivant la Compagnie de Jésus, « Dieu n’a jamais laissé pécher un homme sans lui donner auparavant la vue du mal qu’il va faire ».
Le narrateur répond que le simple bon sens permet de se rendre compte que c'est faux. Il est appuyé par son ami, qui cite plusieurs passages des Écritures contredisant formellement le point de vue du Père. Le janséniste démontre également par les textes sacrés que ce n'est pas vrai non plus pour les Justes, contrairement à ce qu'affirmait son contradicteur. Un dernier recours du jésuite à Aristote n’obtient pas plus de succès, celui-ci affirmant en réalité comme saint Augustin que l'ignorance n'excuse pas la faute.
Lettre V
20 mars
Son ami janséniste montre au rédacteur certains exemples de maximes morales relâchées des casuistes jésuites. Il lui explique que leur but n’est pas en soi de corrompre les mœurs, mais de satisfaire les chrétiens relâchés comme les chrétiens rigoureux, de façon à diriger toutes les consciences.
Le narrateur rend visite à un Père jésuite de sa connaissance afin de le mettre à l’épreuve. Il lui dit avoir difficultés à supporter le jeûne. Le Père tente de le rassurer en lui présentant un ouvrage récent portant sur la théologie morale, écrit par le casuiste jésuite Antonio Escobar y Mendoza. Il y trouve un passage qui le délivre de cette obligation si elle l’empêche de dormir ; il cite ensuite d’autres cas similaires, comme fêter sa majorité ce jour-là, ou faire la cour à une femme.
Le rédacteur s’étonne que des hommes d’Église puissent émettre des opinions si manifestement contraires à la foi. Le jésuite explique qu’il ne les partage pas lui-même, mais que la doctrine des probabilités permet à chacun de les professer en toute conscience ; pour qu’une opinion devienne probable, il suffit qu’elle soit émise par un « docteur bon et savant ». Dès lors, peu importe que ces docteurs soient souvent d'opinions contraires, ou que leurs maximes soient parfois en contradiction avec celles des Pères : elles sont inattaquables, et chaque clerc peut et doit y avoir recours, sous peine de pécher mortellement.
Lettre VI
10 avril
Le jésuite instruit dans un premier temps le narrateur de la façon d'employer la doctrine des probabilités pour rendre moins rigoureuses « les décisions des Papes, des Conciles, et de l'Écriture », en jouant sur le sens de certains mots, et en se servant de circonstances favorables. Il s’étend ensuite sur la façon dont les opinions des nouveaux casuistes progressent en considération dans l’Église : après avoir été émise par un « docteur fort grave », elle compte parmi les opinions probables, si aucune autorité religieuse ne s’élève contre elle. Dès lors, elle possède autant de valeur qu’une décision du pape.
Le rédacteur demande au jésuite de lui décrire en détail ces nouvelles maximes morales. Celui-ci précise en préambule qu'elles ont pour but d’empêcher les hommes de s’abandonner entièrement au vice, en adoucissant les rigueurs de la religion. Les nouveaux casuistes en ont donc créées pour tous les types de gens, sans distinction d'aucune sorte.
Le Père aborde en premier lieu le clergé. En orientant leurs pensées de façon convenable, les clercs ne pratiqueront plus ce qui est ordinairement considéré comme de la simonie ; ils auront également la possibilité d'être payés plusieurs fois pour une seule messe, comme de la célébrer en ayant commis auparavant un péché mortel. Quant aux moines, ils ne seront plus tenus de toujours obéir à leur supérieur, et, après en avoir été chassés, pourront retourner dans leur monastère sans s’être corrigés moralement.
Le jésuite traite ensuite des valets. Il leur est désormais permis d’aider leurs maîtres dans leurs amours, et de les voler s’ils s’estiment mal payés. Mais le narrateur raconte à cette occasion une anecdote qui trouble son interlocuteur : un valet nommé Jean Alba, qui travaillait dans un collège jésuite, a été surpris à voler ses maîtres. Pour se défendre devant la justice, il a présenté cette maxime, à la confusion des Pères.
Lettre VII
25 avril

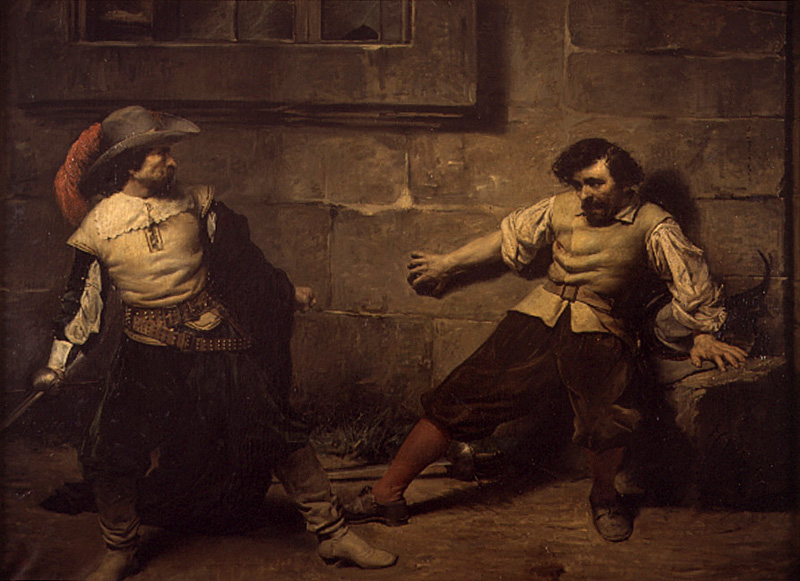
Un duel au XVII, Francisco Domingo Marqués, 1866.

Toujours en citant les casuistes, le jésuite présente cette fois la morale nouvelle relative à la noblesse, et plus précisément à la défense de l'honneur. Les Saintes Écritures rendant celle-ci difficile, seule la méthode qui consiste à « diriger l’intention » en donne la possibilité au gentilhomme en respectant la religion ; au moment de commettre un péché, il s'agit de changer ses mauvaises intentions en bonnes.
En appliquant cette méthode, un homme de guerre peut désormais poursuivre un fuyard qui l'a blessé, se battre après avoir reçu un soufflet, ou espérer la mort d’un individu qui se dispose à le persécuter. Il est en droit d’accepter ou d’offrir le duel ; il peut également tenter de l'éviter en tuant son ennemi en cachette. De la même façon, il est dorénavant acceptable de faire mourir les faux témoins et les juges iniques.
À la demande de son interlocuteur, le Père précise ensuite jusqu’où la religion permet désormais d’aller pour se venger d’un soufflet : jusqu’à tuer. De même, cela est possible pour éviter d’en recevoir, pour punir un faux démenti, des calomnies, ou un geste de mépris, les casuistes n’émettant qu’une seule réserve à ce propos : le respect de l’autorité de l’État oblige dans la pratique à ne pas tuer trop souvent. On peut également donner la mort pour un vol, pourvu que les biens dérobés ne soient pas d’une valeur trop faible. Par ailleurs, les hommes d’Église disposent dorénavant de ce droit comme les laïcs.
Lettre VIII
28 mai
Le rédacteur affirme en préambule que personne n'a réussi à deviner qui il était. Le dialogue avec le jésuite reprend alors. Le Père annonce qu'il va traiter des maximes concernant diverses professions et conditions sociales dont il n'a pas encore parlé.
Ainsi, les juges peuvent désormais émettre un jugement contre leur propre opinion, et recevoir des cadeaux des parties en présence, en particulier pour traiter une affaire plus vite qu’une autre. Quant aux gens d’affaires, ils sont désormais libres de garder de quoi vivre avec honneur en cas de banqueroute, tout comme de prêter de l’argent avec intérêt sans tomber dans le pêché d'usure : il leur suffit pour cela de réciter avec le débiteur une formule avant l’emprunt, d’exiger le payement des intérêts comme une faveur, ou encore de pratiquer le contrat Mohatra. Mais les casuistes ont également veillé à aider les nécessiteux : dans ce but, si un voleur se dispose à dérober une personne pauvre, il est dorénavant permis de lui indiquer plutôt un individu riche ; voler est également autorisé en cas de nécessité grave.
De façon générale, il n’est plus nécessaire de rendre les biens acquis par des voies illégitimes, tels l’adultère, le meurtre, la justice inique, ou la sorcellerie. Les casuistes introduisent toutefois des nuances à ce sujet : par exemple, un sorcier ne peut conserver ces biens que s’il a véritablement exercé son art avec l’aide du diable, et un juge seulement s’il a rendu un jugement injuste, car c’est ce pourquoi ils ont été payés.
Le jésuite conclut fièrement avec une anecdote prouvant incontestablement l’utilité de la casuistique : un homme, qui devait restituer une somme d’argent par ordre de son confesseur, a lu par hasard un ouvrage de casuistique. Dès lors, il a décidé de conserver la somme, l’esprit allégé de tous scrupules.
Lettre IX
3 juillet

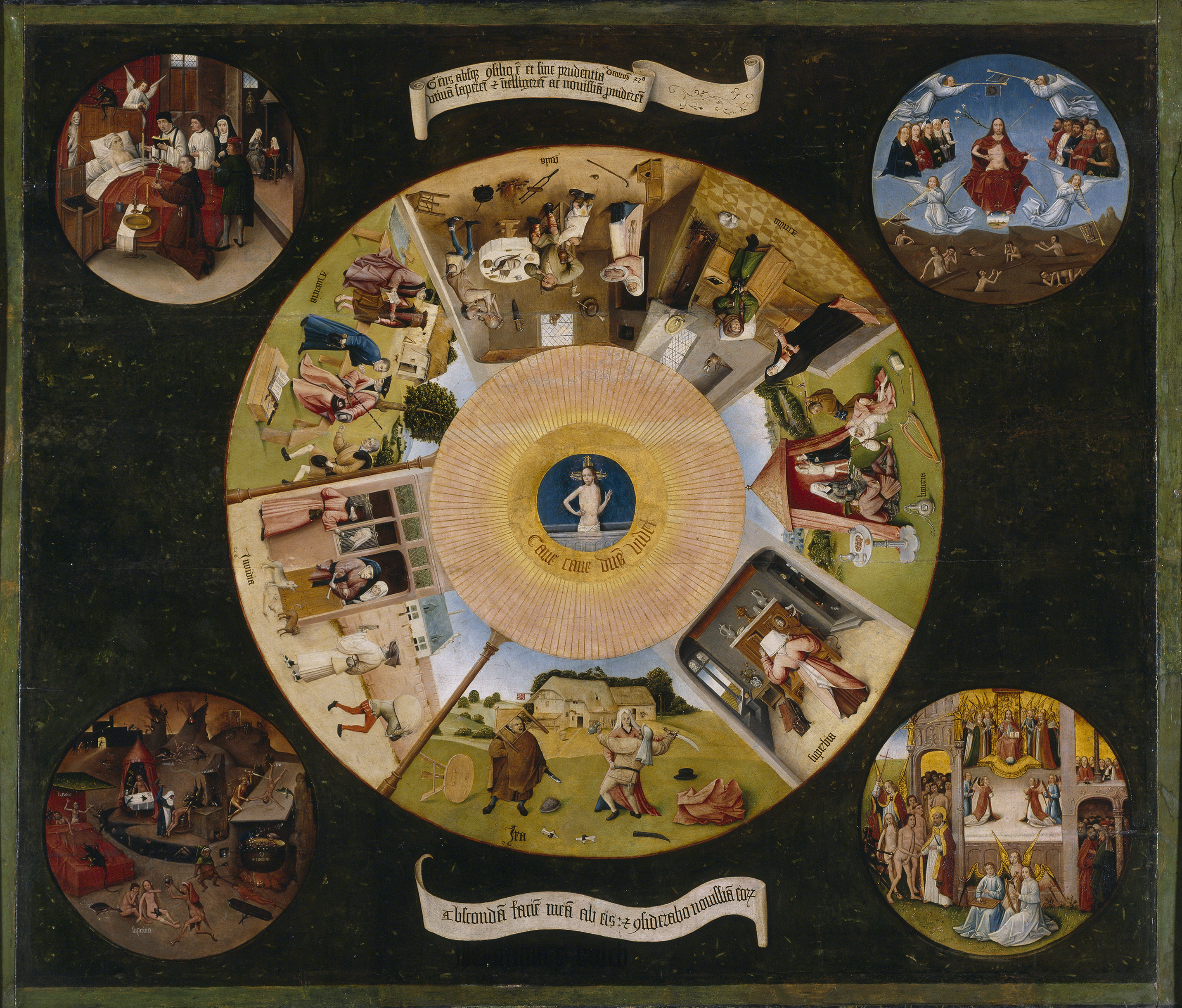
Les Sept Péchés capitaux et les Quatre Dernières Étapes humaines, Jérôme Bosch, vers 1450.

Le Père accueille son interlocuteur en lisant un passage d’un ouvrage du Père Barry, jésuite ; l’auteur y promet un accès assuré au Paradis, au prix seulement de quelques dévotions aisées à la Vierge. Il n’est pas nécessaire pour cela d’aller jusqu’à lui donner son cœur ou de changer de vie, contrairement à ce que pensait le narrateur : porter des objets pieux suffit. Cette assurance de Barry ne peut être remise en cause, car tous les ouvrages des jésuites sont vérifiés par leurs supérieurs, comme la loi les y oblige. Un autre jésuite cité par le Père, nommé Le Moyne, confirme d'ailleurs dans ses Dévotions aisées qu’être dévot n’est pas si pénible qu’on le croit : il dresse ainsi un portrait critique des individus dont le comportement austère se rapproche de celui des saints, qu’il juge ridicules.
Toujours dans le but de rendre la dévotion plus facile, certains casuistes se sont également appliqués à redéfinir certains péchés. Ainsi, l’ambition n’est désormais péché mortel que si on cherche à s’élever dans le but de nuire à la religion ou à l’État, et l’avarice seulement si on désire les possessions spirituelles de son prochain. De même, la paresse n’est plus selon Escobar qu'« une tristesse de ce que les choses spirituelles sont spirituelles », tandis que la gourmandise n’est condamnable que si elle nuit à la santé. Quant à l'envie et la vanité, elles sont de trop petite importance aux yeux de Dieu pour constituer des fautes vraiment graves.
Autre péché traité par les Pères jésuites : le mensonge. Il est dorénavant possible de les éviter en démentant, soit à voix basse, soit simplement en pensée, les propos que l’on tient ; ce principe vaut aussi pour les promesses. Certains casuistes ont également pensé aux femmes : celles-ci peuvent selon eux disposer de leur virginité sans le consentement de leurs parents, se parer comme elles l’entendent, et voler de l’argent à leur mari pour s’adonner à des activités frivoles. Enfin, ils ont veillé à rendre l’assistance à la messe plus facile, en permettant d’y être présent sans l’écouter, d’y aller pour observer une femme, ou de se rendre pendant un bref instant à plusieurs messes qui, mises bout à bout, feront une messe entière.
Lettre X
2 août
Le narrateur annonce que le Père lui a parlé cette fois des maximes prônées par les jésuites  afin d’adoucir la confession ; il juge qu’il s’agit là d’un des éléments majeurs de la politique de la Compagnie de Jésus, qui vise à contrôler les consciences.
Le jésuite affirme en préambule qu’il s’agit là du parachèvement de l’œuvre des casuistes, car les péchés qu'ils n'ont pas excusés autrement sont ainsi facilement lavés. Désormais, il est possible de posséder deux confesseurs, si on veut éviter d’avoir à avouer à l’un d’eux ses péchés mortels. On peut également tenter de réduire la gravité de sa faute, en en changeant les circonstances, ou en ne mentionnant pas qu’elle est fréquente ; la pénitence exigée, si elle trop sévère, peut aussi être refusée.
Dans le même esprit, les casuistes établissent de façon unanime que le confesseur doit accorder l’absolution à tout homme qui promet de s’amender, même s’il n’y a aucune apparence qu’il le fasse réellement ; peu importe si cette assurance le conduit à pécher plus souvent. Le confesseur ne peut pas non plus exiger de lui de changer radicalement de vie pour ne plus succomber à la tentation, et peut lui-même chercher une occasion de pécher s’il vise le bien spirituel de son prochain.
En outre, les casuistes ne jugent plus la contrition nécessaire pour obtenir le salut : l’attrition suffit. Enfin, couronnement de toute leur morale et de tous leurs raisonnements, ils considèrent finalement comme dispensable d’aimer Dieu. À la fin de l’entretien, le narrateur laisse éclater sa colère, qu’il retenait depuis le début de ses rencontres avec le Père : il juge avoir entendu le comble du blasphème et de l’impiété.
Lettre XI
18 août

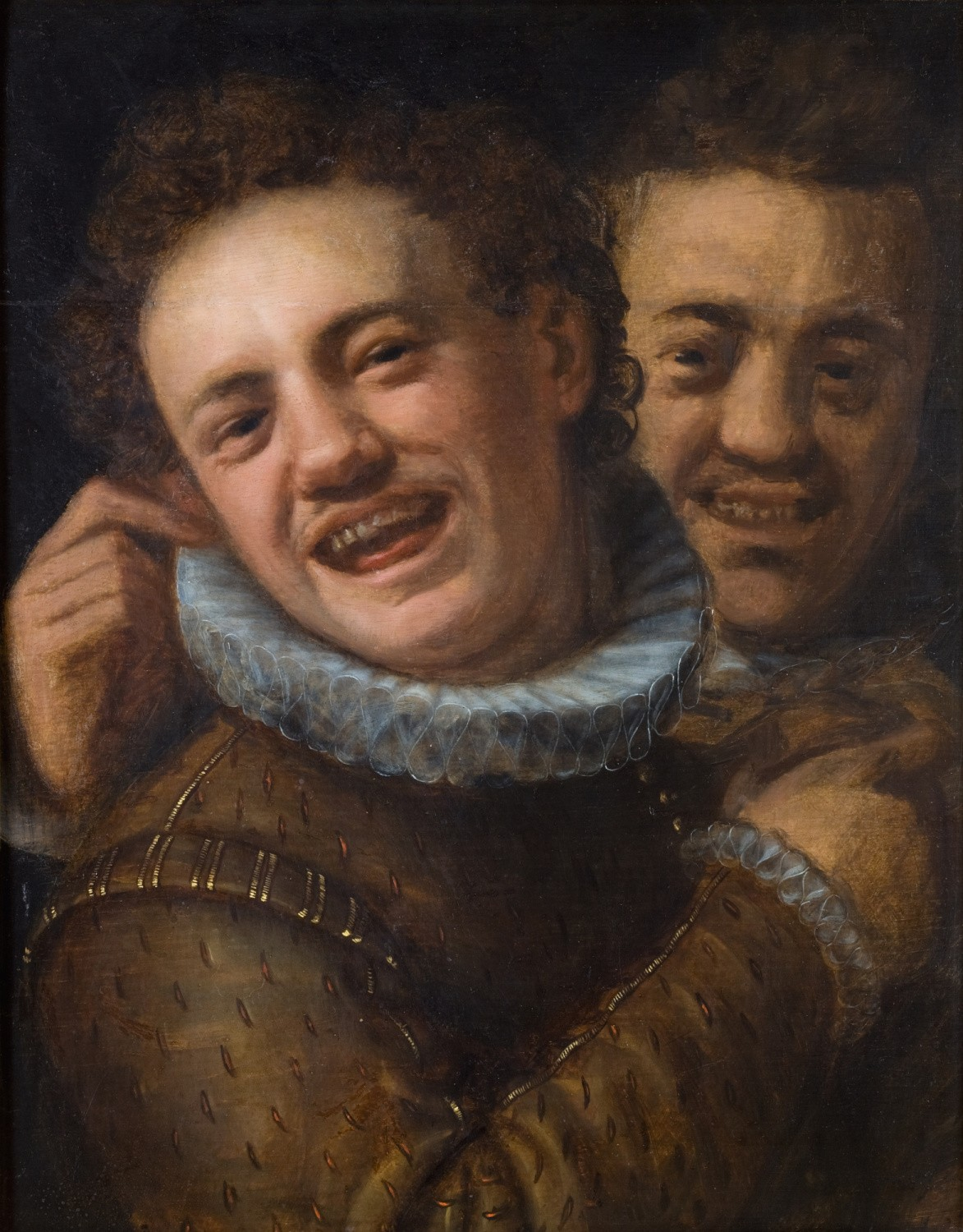
Deux hommes riant, Hans von Aachen, vers 1574.

Pascal abandonne la fiction pour répliquer directement aux réponses des Pères jésuites à ses Lettres. Ceux-ci l’ont notamment accusé de « tourner les choses saintes en railleries ». Pascal se défend en affirmant que si la vérité divine exige le respect, les idées humaines qui la corrompent méritent le mépris. Il prend exemple des moqueries de Dieu envers Adam après sa chute, de celles Jésus-Christ envers le pharisien Nicodème, et de celles de nombreux Pères de l’Église envers les hérétiques. Il ajoute que ce sont les maximes des casuistes jésuites qui portent en soi à rire, tant elles choquent le sens commun.
Ce n’est pas non plus manquer de charité que de s’en moquer. Il convient d’exposer le mal quand on le voit, justement par charité pour ceux qu’il met en danger. Pascal cite quatre marques, déterminées par les Pères de l’Église, montrant que des critiques proviennent d’un esprit de charité et de piété, et non d’impiété : la première est d’employer toujours la vérité, en excluant tous mensonges ; la seconde, de ne pas dire de vérités blessant inutilement ; la troisième, de ne pas user de raillerie à propos de choses saintes ; la dernière, d’agir par désir du salut de celui qui la subit.
Pascal montre enfin que les jésuites ont contrevenu à toutes ces règles dans leurs écrits : le Père Le Moyne a tourné en dérision la religion dans des poèmes galants ; ils ont lancé des calomnies délirantes envers les religieuses de Port-Royal ; certains d’entre eux ont souhaité l’enfer aux jansénistes.
Lettre XII
9 septembre
Pascal répond au reproche d’« imposture » fait par les jésuites ; selon eux, il aurait déformé les propos des casuistes. Il affirme d’abord que, étant seul contre une puissante compagnie, la vérité est la seule arme qu’il puisse employer avec efficacité. Il cherche ensuite à prouver, en reprenant chaque citation qu’il aurait mal retranscrite selon les jésuites et en citant plusieurs casuistes partageant son interprétation, qu’il a bien pris ces auteurs dans leur sens, avant d'opposer à leurs maximes les Saintes Écritures et les Pères de l’Église. Il accuse par ailleurs ses adversaires d’employer des arguties techniques afin d’embrouiller le débat, de jouer sur des subtilités de langage, et plus généralement d’utiliser des arguments de mauvaise foi.
Ainsi, Vasquez dispense bien les riches de donner l’aumône aux pauvres, en considérant que ceux-ci ne possèdent pratiquement jamais de « superflu », dont ils seraient forcés de faire don suivant l’Évangile. De même, Pascal n’a pas menti en affirmant que certains auteurs jésuites autorisent de fait la simonie en donnant à ce terme un sens inepte, et permettent aux banqueroutiers de garder leur argent pour vivre avec honneur. Il conclut en prétendant que son combat est celui de la vérité contre la violence : la violence peut prévaloir un temps, mais c’est la vérité qui finit toujours par triompher, car elle est l’esprit de Dieu même.
Lettre XIII
30 septembre
Pascal se défend des autres « impostures » dont il est accusé, qui concernent le sentiment des casuistes sur le meurtre. Comme dans sa lettre précédente, il montre par plusieurs citations de casuistes qu’il n’a pas déformé les propos qu’il a rapportés : Lessius affirme bien que l’on peut tuer pour un soufflet, et plusieurs auteurs jésuites prétendent vraiment qu’il est possible de mettre à mort un calomniateur.
Par la même occasion, il critique la distinction opérée par les casuistes entre spéculation et pratique, qui consiste à rejeter l’application d’une maxime admise en théorie par respect pour l’autorité de l’État. Pour Pascal, il n’y a aucune raison que ce qui est permis dans la pratique ne le soit pas dans la spéculation, la première étant la conséquence de la seconde. De ce fait, il s’agit seulement à ses yeux d’un procédé pour échapper aux poursuites judiciaires, montrant que les casuistes craignent plus les juges que Dieu.
Il dénonce de la même façon le probabilisme. Celui-ci est selon lui utilisé dans un but politique : permettre à la Compagnie de Jésus de satisfaire tous les esprits, en ayant un auteur de chaque opinion. Ainsi, quand les jésuites mettent en avant des casuistes ayant des sentiments chrétiens, cela ne témoigne pas de l'innocence de la Compagnie, mais au contraire de sa duplicité.
Lettre XIV
23 octobre

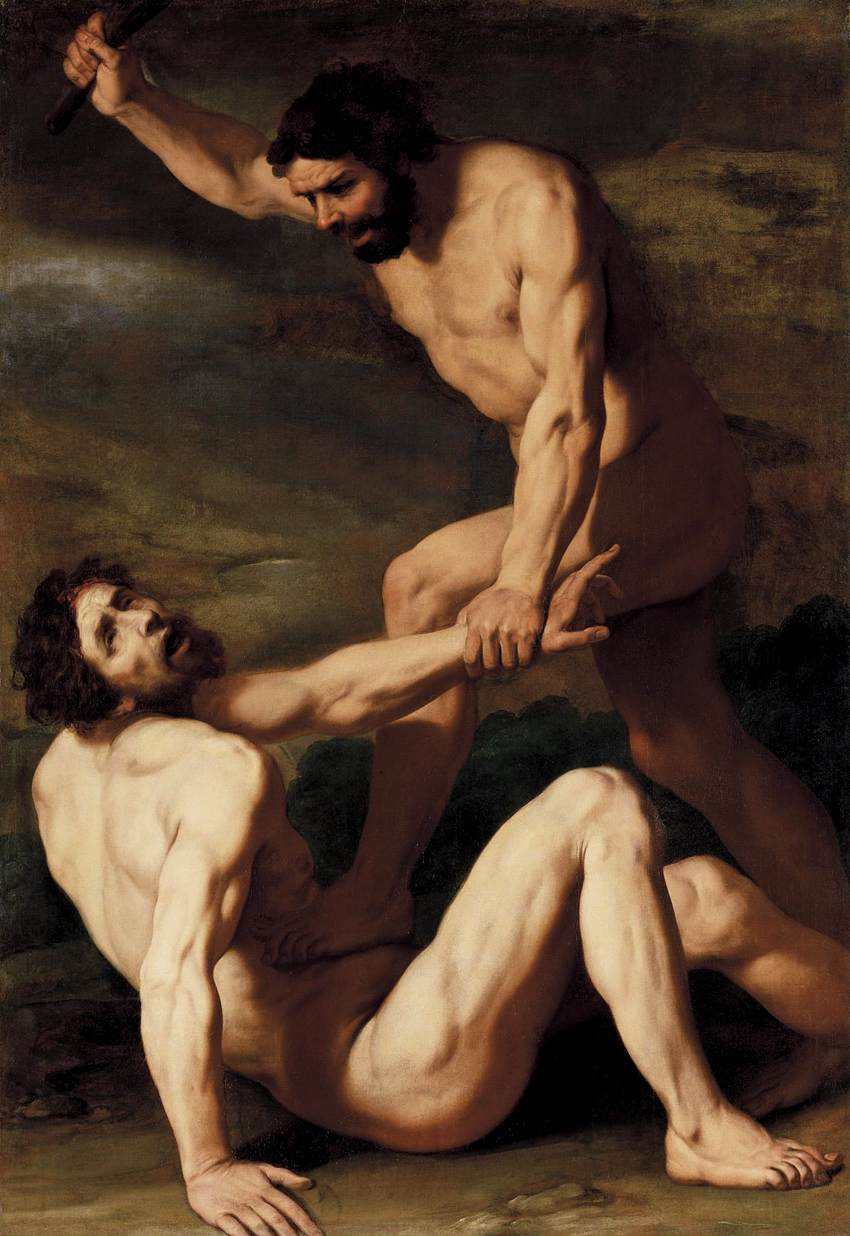
Caïn tuant Abel, Daniele Crespi, 1618-1620.

Pascal annonce en préambule qu'il ne répondra pas seulement aux dernières « impostures » des jésuites, mais dénoncera plus généralement le sentiment des casuistes sur le meurtre, en montrant à quel point il est contraire aux lois de l'Église. L'interdiction de tuer est une constante de tout temps, depuis Noé. Cette défense se retrouve dans toutes les sociétés, y compris païennes. Seul possède légitiment ce droit l'État, généralement incarné par un monarque, pour punir les criminels, car c’est Dieu qui agit par son biais ; on peut également tuer pour se défendre, quand sa vie est menacée.
Pourtant, les casuistes autorisent l'homicide dans de nombreux autres cas, violant par là la loi civile, l'Ancien Testament et l'évangile. Ainsi, Pascal montre qu'ils le permettent pour défendre un bien, ou l'honneur. Il réfute par la même occasion trois autres « impostures » dont il est accusé : Molina permet réellement de tuer pour de faibles vols, et Layman admet le duel pour défendre l’honneur.
À ces maximes morales relâchées, Pascal oppose les lois civiles et ecclésiastiques. L’Église a toujours puni l'homicide, imposant de très sévères pénitences aux meurtriers ; dans son horreur du sang, cette dernière interdit même aux clercs de prendre part aux procès criminels. De même, la loi civile établit de nombreuses précautions avant la mise à mort : l'accusé doit être condamné par sept juges neutres et probes, à la demande d’une personne publique.
Pascal conclut en constatant que les jésuites sont animés par l'esprit du diable, et non par celui de Dieu, entre lesquels chaque homme a à choisir. Il leur conseille de changer de sentiments, ne serait-ce que parce que leurs maximes sont de plus en plus connues et haïes.
Lettre XV
25 novembre
Afin que plus personne n'attache foi aux calomnies des jésuites, Pascal entend cette fois montrer leurs procédés pour mentir en toute bonne conscience. Ainsi, il ne veut pas seulement prouver que les jésuites mentent, mais également qu’ils le font volontairement.
L'idée que mentir pour se défendre de calomniateurs ne serait qu'un péché véniel est enseignée dans un grand nombre des universités contrôlées par les jésuites, et considérée par les casuistes comme l'une des opinions probables les mieux établies. Grâce à cette doctrine morale, ces derniers, qui considèrent chaque attaque contre la Compagnie comme diffamatoire par essence, peuvent calomnier sans risquer leur Salut.
Pascal cite ensuite deux exemples montrant leur duplicité. Après avoir écrit un ouvrage qui semblait attaquer la Compagnie de Jésus, M. Puys a été fortement pris à partie par un jésuite ; il a fallu que Puys nie s'en être pris à son ordre, pour que le jésuite se rétracte. De même, on a fortement reproché au casuiste Bauny l’une de ses maximes morales ; alors que l'existence de cette maxime est déniée par le jésuite Caussin en 1644, celle-ci est admise et défendue comme orthodoxe par les accusateurs de Pascal après que ce dernier l’a évoquée dans ses Lettres. Il est dès lors évident que le but des jésuites en ces occasions n’a pas été d’établir la vérité, auquel cas leurs attitudes ne seraient pas si contradictoires, mais seulement de défendre leur compagnie.
De façon générale, face aux calomnies des jésuites, forgeant des écrits qu'ils attribuent à leurs adversaires, ou lançant des accusations sans preuves ni témoins, Pascal invite à adopter l'attitude d’un capucin qu'ils avaient diffamés : il s'agit de leur demander de faire paraître leurs témoins et leurs preuves, sous peine de montrer qu’ils ont « menti très impudemment ». Pascal termine sa lettre en affirmant qu'on ne doit pas lui reprocher d'avoir détruit la réputation des jésuites, dans la mesure où il était beaucoup plus important de rétablir celle de ceux qu’ils ont calomniés.
Lettre XVI
4 décembre

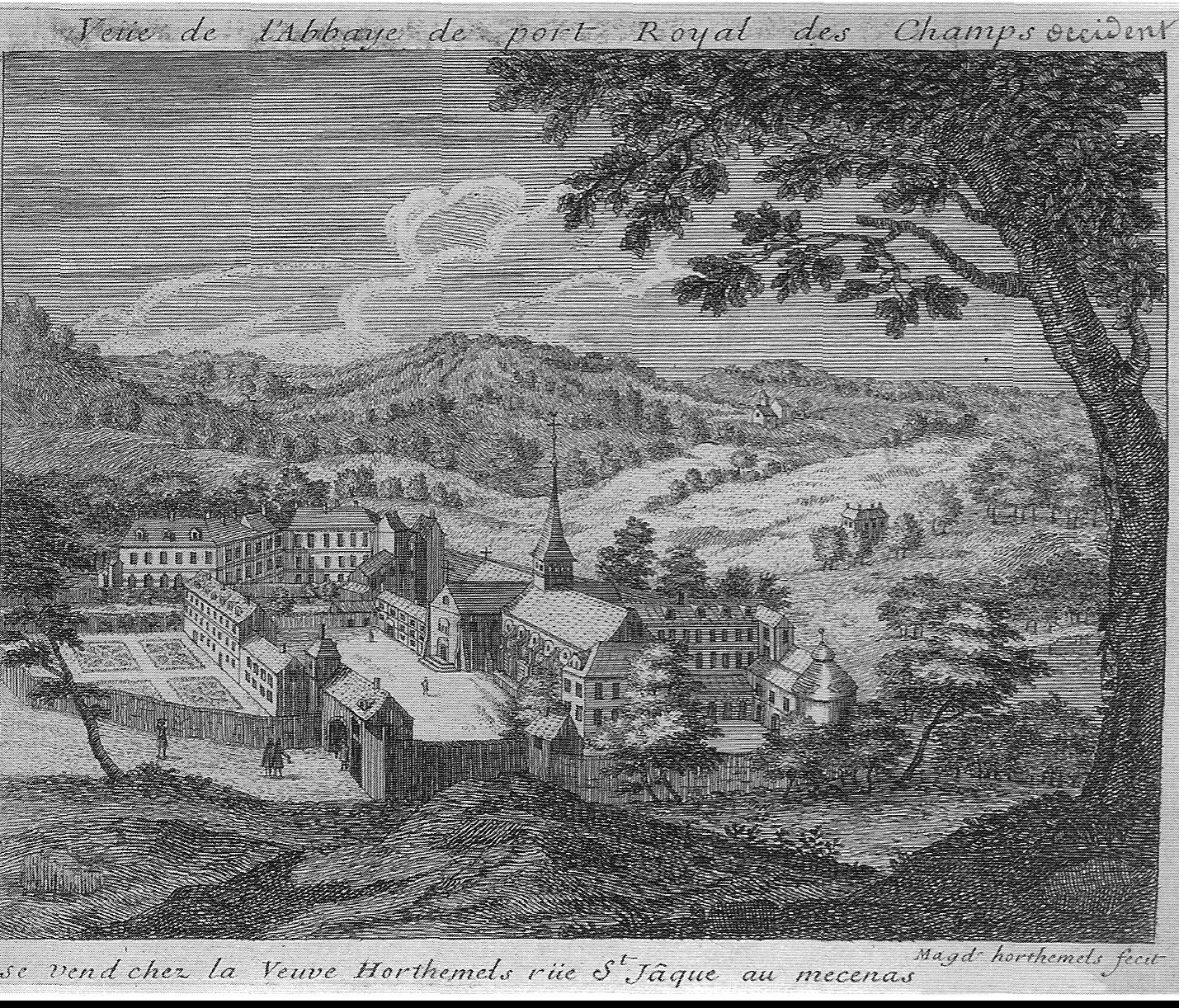
Vue de Port-Royal des Champs ; Louise-Magdeleine Horthemels, XVIII.

Pascal continue de démentir les médisances des jésuites : Jansénius n'a jamais volé d'argent à son collège, un prêtre a été accusé à tort d'avoir dérobé le contenu du tronc d'une église, et le directeur spirituel de Port-Royal Singlin ne s'est pas enrichi dans une affaire de succession. Toutefois, c'est à une calomnie contre les religieuses de Port-Royal qu’il doit surtout faire justice, dans la mesure où celles-ci ont été accusées de ne pas croire à la transsubstantiation ni à la présence réelle, comme les calvinistes. Il peut d'autant mieux les défendre qu'il n’est pas de Port-Royal, contrairement à ce que les jésuites affirment.
Le caractère fallacieux des accusations des jésuites est ainsi évident, l’eucharistie étant le principal objet de piété des religieuses : elles ont pris le nom de filles du Saint-Sacrement, et lui consacrent tous les jeudis une dévotion spéciale. De même, les ouvrages dits « de Port-Royal » sont inattaquables sur ce point : Pascal prouve leur orthodoxie par de nombreuses citations. Il est facile de déterminer l’origine de ces attaques, dans la mesure où Saint-Cyran et Arnauld ont critiqué les pratiques eucharistiques des jésuites, qui accordent la communion aux pécheurs les plus abominables.
L'argumentation des jésuites pour qualifier Saint-Cyran d'hérétique est également ridicule, ceux-ci interprétant certains passages de ses ouvrages dans un sens absurde. Ils en viennent même à déformer les canons du concile de Trente pour servir leur but, altérant par la même occasion la parole des papes et des Pères. Autre calomnie contre Port-Royal, plus invraisemblable que toutes les autres : ils ont prétendu qu’on y comploterait « d’exterminer la religion chrétienne, et d’élever le déisme sur les ruines du christianisme ».
Le manque de crédibilité de ces médisances prouve que les jésuites sont animés par la haine plutôt que la foi, ne croyant sans doute pas eux-mêmes à ce qu’ils écrivent. D'ailleurs, leurs maximes morales les trahissent, les empêchant de s’assurer la réputation de sincérité qui fait les bons menteurs. Pascal les défie de montrer des témoins et des preuves de ce qu’ils avancent : le silence serait la preuve de leur culpabilité. Plus généralement, le fait que les jésuites aient recours au mensonge montre en soi que leur cause est injuste ; si elle était juste, la vérité combattrait pour eux.
Lettre XVII
23 janvier 1657
Puisque le Père Annat, et l'ensemble des jésuites à travers lui, l'ont à nouveau attaqué, c'est l'occasion pour Pascal de démentir leur plus importante accusation, celle d'hérésie. Au-delà de son propre cas (et rien de ce qu'il a dit ou fait ne peut prouver qu'il soit un hérétique), comme il se trouve engagé avec Port-Royal et ceux qui en sont proches, c’est son devoir de les défendre, et de mettre fin au bruit répandu par les jésuites que « l’Église est divisée par une nouvelle hérésie ».
Les jésuites affirment que l’hérésie des jansénistes est résumée dans les cinq propositions condamnées par le pape. Pourtant, ceux-ci les rejettent eux-mêmes, et se plaignent qu’on les leur attribue ; on ne peut pas non plus dire qu’ils ne les condamnent qu’extérieurement, car l’Église défend de douter d’une confession de foi catholique. De plus, leur conception de la grâce est orthodoxe : c’est la grâce efficace telle que saint Augustin la conçoit. Il s’agit dès lors d’une question de peu d’importance pour l’Église, dans la mesure où elle porte seulement sur le fait et non la foi : décider si les propositions retranscrivent fidèlement la pensée de Jansénius ou pas.
De ce fait, les défenseurs de l'évêque d’Ypres ne peuvent être hérétiques, car si l'Église ne peut pas se tromper sur les points de foi, elle le peut sur les points de fait. On en trouve de nombreux exemples dans l'histoire ecclésiastique, et il s'agit là d'un point de vue partagé par tous les théologiens, y compris jésuites. Il en ressort que ces derniers ne peuvent prétendre que, puisque le pape a attribué les propositions à Jansénius, on devient hérétique en le niant : dans ce cas, leurs propres théologiens devraient être condamnés, et on pourrait en arriver à ce que des propos orthodoxes chez le pape soient hérétiques chez Jansénius.
En réalité, la position du pape n'est pas étonnante, dans la mesure où les jésuites ont prétendu que les propositions se trouvaient mot pour mot dans l'Augustinus, même s'ils n’ont jamais pu le prouver. Par ailleurs, il n'est pas question de faire signer aux ecclésiastiques un formulaire les forçant à condamner le sens de Jansénius, comme les jésuites le voudraient, car ce serait faire leur jeu : ils pourraient en profiter pour faire condamner la grâce efficace. Car c'est là en effet leur véritable objectif en s'attaquant à Jansénius : imposer la conception de la grâce de Molina, aux dépens de la grâce efficace défendue par saint Augustin.
Lettre XVIII
24 mars

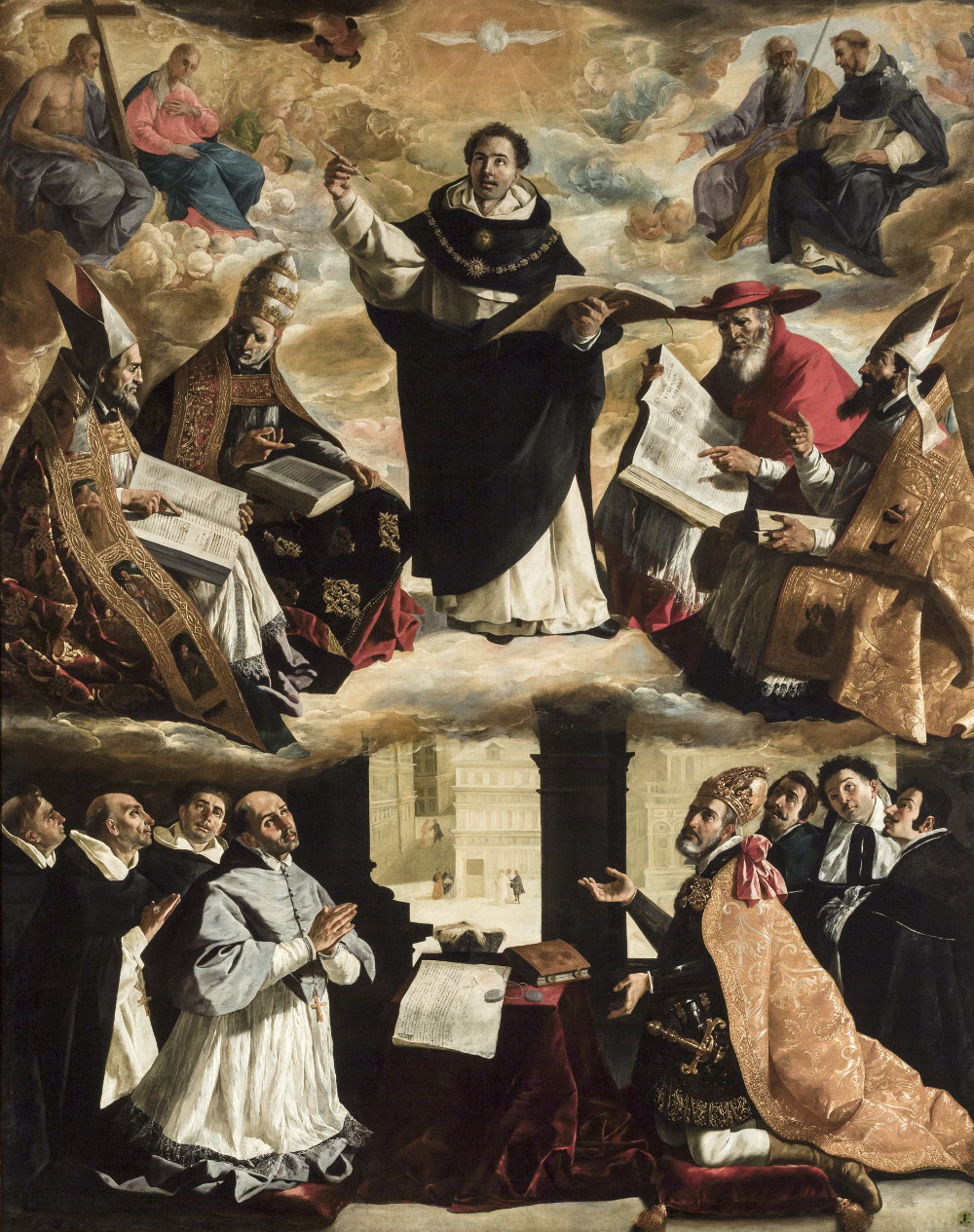
Le triomphe de saint Thomas d'Aquin, Francisco de Zurbarán, 1631.

Face aux accusations de Pascal, le Père Annat a été forcé de préciser l'hérésie reprochée aux défenseurs de Jansénius : ils seraient coupables de prendre l'expression « grâce efficace » au sens hérétique de Calvin, plutôt qu'au sens orthodoxe de saint Thomas. Pourtant, ceux-ci ont toujours condamné la conception de Calvin, en affirmant que l'homme peut résister à la grâce mais que, du fait d’un dégoût du monde inspiré par Dieu, il se trouve qu’il n'y résiste jamais. C’est là également le point de vue de saint Augustin et de saint Thomas, comme le montrent de nombreux passages de leurs œuvres.
De même, en citant son œuvre, il est facile de prouver que Jansénius a toujours rejeté la conception calviniste de la grâce. Toutefois, si les jésuites n'en sont pas d'accord, ils n'en seront pas hérétiques pour autant : il ne s'agit là que d'un point de fait. Dès lors, puisque les jésuites et les défenseurs de Jansénius s'accordent sur tout, mis à part le sens à donner aux propos de l'évêque d’Ypres, les persécutions exercées par les jésuites à l'encontre de leurs adversaires prouvent qu'ils en veulent plus aux personnes qu'aux erreurs.
Si le pape a à nouveau condamné les cinq propositions, c'est parce que son entourage est favorable aux jésuites. Ce n'est pas manquer de respect au Saint-Siège que de dire qu’il s'est trompé : saint Grégoire et saint Bernard ont admis cette possibilité sur un point de fait. Par ailleurs, le pape ne doit pas gouverner de façon autoritaire, mais par la douceur et la persuasion.
En réalité, ce ne sont pas les bulles qui prouvent la vérité des faits, mais la vérité des faits qui les rend recevables ; suivant saint Thomas et saint Augustin, on la reconnait par le témoignage de nos sens. Il en résulte que sur les points de faits, ce sont ses sens qu'il faut consulter ; c’est également vrai au sujet des bulles. Pascal conclut en s'étonnant du silence de ceux que les jésuites attaquent injustement ; il ne doute pas que leur mutisme s’explique par leur patience et leur piété, mais quand l'Église souffre, cette attitude ne se justifie pas.

## Analyse

### Nature de l’œuvre

#### Genre de l’œuvre
En écrivant les Provinciales, la volonté de Pascal est d'abord de participer à une controverse : il s'agit donc avant tout d'une œuvre polémique. Mal considérée par les Anciens, la littérature polémique a mauvaise réputation au milieu du XVIIe siècle. Instrument de toutes les controverses intellectuelles (théologie, science, littérature...), elle est pourtant très diffusée, et appréciée par le public cultivé. Elle induit un schéma répétitif : un premier libelle lance la polémique, puis des réponses apparaissent, auxquelles l'initiateur du débat réagit directement ou par le biais d'alliés ; celui-ci se termine par un accommodement, ou faute de combattants. La polémique est l'un des fondements de l'œuvre de Pascal : il a déjà participé à plusieurs controverses scientifiques, notamment au sujet de l'existence du vide.
Toutefois, contrairement aux autres pièces de la polémique entre jésuites et jansénistes, les différentes Provinciales ne se réduisent pas à des dissertations déguisées. Elles possèdent la particularité d'être à la fois une véritable œuvre littéraire et un dialogue d'idées : cette association originale leur valent sans doute en partie leur succès. Les deux formes de littérature desquelles les Provinciales se rapprochent le plus sont sans doute la comédie (Jean Racine les a par exemple perçues de cette manière) et le roman (Pascal a ainsi été accusé d'être un romancier par les jésuites) : la comédie est alors un genre peu prestigieux en France, mais le roman est en vogue, Madeleine de Scudéry ou encore Honoré d'Urfé comptant parmi les auteurs les plus populaires ; Pascal a cependant nié en avoir lu, et les Provinciales s'éloignent considérablement du modèle romanesque dominant à cette époque, l'usage de la forme épistolaire étant encore rare. Le dialogue d’idée remonte quant à lui à l’antiquité, illustré en ce temps par des philosophes tels que Platon, qui a peut-être eu une influence directe sur Pascal ; il s’agit d’une forme souvent adoptée alors.

#### Forme de l’œuvre

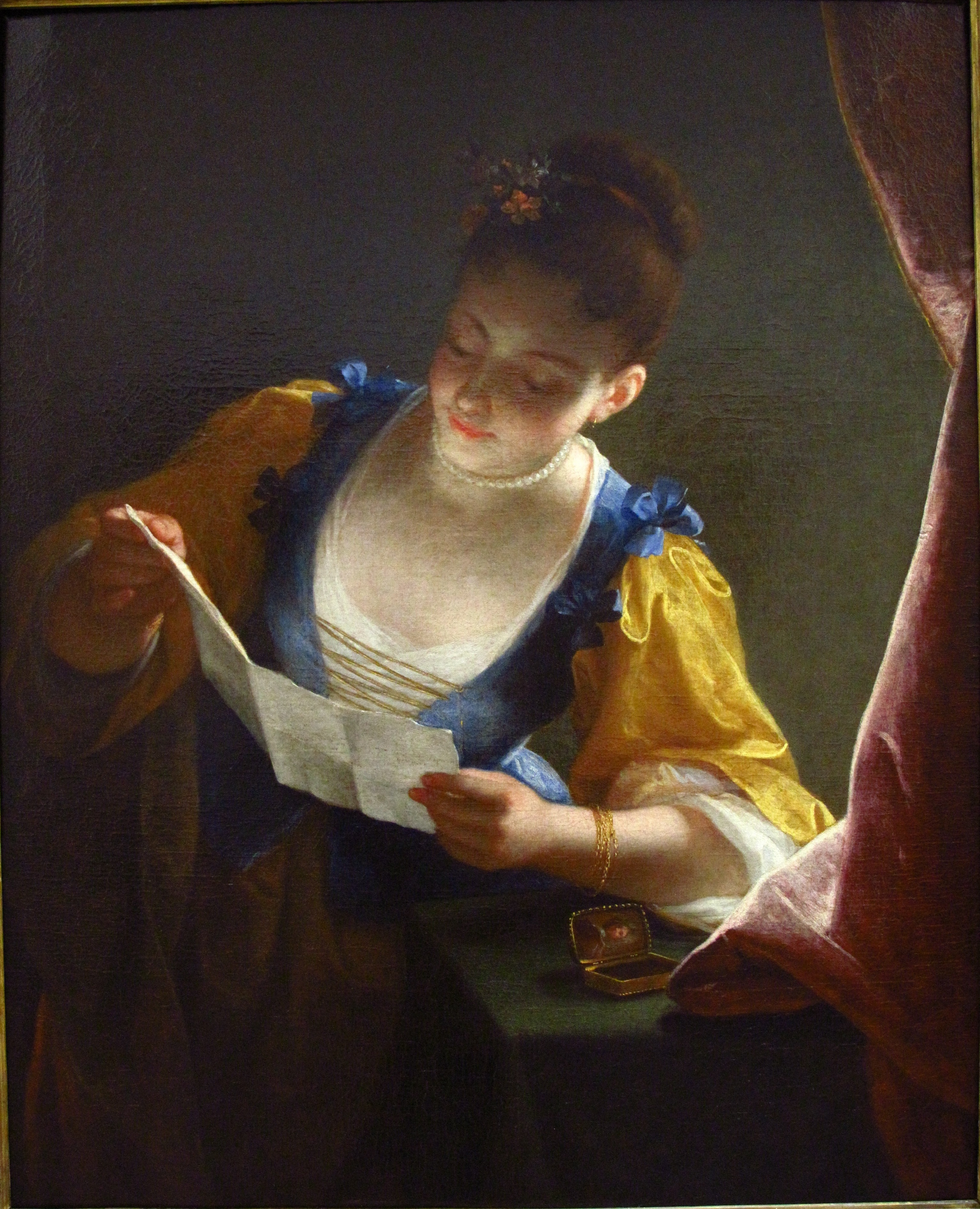
La Liseuse, Jean Raoux, vers 1716.

Les Anciens n'ont jamais employé la forme épistolaire dans les ouvrages polémiques ; cet usage, illustré notamment par Guez de Balzac, remonte à la seconde moitié du XVIe siècle. Au milieu du XVIIe siècle, il est très répandu en Europe occidentale, en théologie comme dans les autres domaines intellectuels : ainsi, sur un échantillon de cent-soixante-trois textes polémiques à propos de la théologie morale des Jésuites, quarante-trois sont des lettres.
Au XVIIe siècle, les controverses religieuses font de plus en plus l'objet d'un large débat, nécessitant de s'acquérir la bienveillance de l'opinion publique, ce que les progrès de l'imprimerie rendent possible. Dans ce but, l'usage massif de la forme épistolaire par les auteurs de libelles s'explique par deux raisons proches. Il s'agit d'abord d’échapper à la censure qui frapperait un ouvrage « standard », ceux-ci nécessitant une approbation royale : une lettre prétendument publiée sans que l'auteur le sache est un bon moyen d'aborder un sujet interdit. Second motif, dissimuler le caractère polémique de l'œuvre : exposer au grand public une question religieuse étant mal considéré, l'auteur évite ainsi de donner une mauvaise image, à lui-même comme à la cause qu'il défend. En fait, celui-ci prétend généralement respecter un modèle ancien et légitime de relation épistolaire, dans lequel le contenu des lettres s’apparente à une conversation entre deux amis, qui s’opposerait à la démagogie d’un pamphlet public.
Plusieurs procédés sont employés pour rendre le caractère épistolaire de l’œuvre vraisemblable : les formes propres à la lettre sont respectées (formules de politesses, datation, etc.), des remarques personnelles sont souvent glissées, la publication du libelle est rarement mentionnée, et son impression pratiquement jamais. L’auteur et le destinataire peuvent être fictifs ou pas, anonymes ou non. Ces derniers ont souvent une relation de maître à élève (un théologien transmet son savoir à un « honnête homme »), mais l’échange entre deux théologiens, ou deux évêques, est également fréquent. Le public n’étant jamais dupe du fait que la lettre qu’il lit s’adresse en réalité à lui, l’auteur ne cesse de justifier envers lui son intervention dans la controverse, le plus souvent en invoquant le danger des doctrines de l’adversaire, ou le désir de correction fraternelle envers ce dernier.
Par rapport à ce tableau, l'originalité principale des Provinciales quant à la forme est d'observer dans les dix premières lettres les codes des  relations épistolaires mondaines, qui visent moins alors à transmettre un contenu qu'à distraire leurs lecteurs et à mettre en avant le talent d'écriture des correspondants ; au milieu du XVIIe siècle, Vincent Voiture est sans doute l'auteur illustrant le mieux cette pratique, qui est au comble de sa popularité. Ainsi, la correspondance entre le Provincial et le narrateur se rapproche de celle entretenue entre membres d'un salon, destinée à être lue en public dans un milieu aristocratique.

#### Unité de l’œuvre
Les Provinciales ont été très tôt perçues et traitées comme une œuvre à part entière, et non comme un ensemble de libelles à considérer séparément. Pourtant, elles présentent de nombreux éléments de discontinuité. Ainsi, de façon générale, ce sont les circonstances de la polémique entre jésuites et jansénistes qui mènent l’œuvre : Pascal réagit aux décisions du pouvoir public comme à celles du Saint-Siège, aux réponses de ses adversaires, à l’accueil du public… De même, ce sont ces circonstances qui déterminent son commencement et sa fin, ainsi que les intervalles de temps entre chaque lettre. Enfin, toutes les lettres n’ont pas non plus le même destinataire affiché : un provincial fictionnel, puis les pères jésuites, et enfin François Annat. À cause de ces caractéristiques, ainsi que de leur format, on considère souvent aujourd'hui que les Provinciales constituent la première grande œuvre journalistique.
Toutefois, justifiant que l'œuvre soit considérée comme un ensemble uni, on y trouve également un grand nombre de traits de continuité. Outre des caractéristiques évidentes (même auteur, écrites dans un laps de temps relativement court, format semblable, même public…), il existe ainsi dans les dix premières lettres une intrigue continue, usant des mêmes personnages. De même, Pascal aborde ses différents thèmes en suivant une progression logique au sein des lettres quatre à dix (la plupart des maximes fautives des casuistes jésuites sont dénoncées, dans un ordre croissant d’importance) et onze à seize (sous prétexte de répondre aux accusations des jésuites, leur façon de mentir est progressivement mise en avant). Par ailleurs, on trouve dans chaque lettre de nombreuses références aux précédentes, tandis qu'est généralement annoncé en fin de lettre le contenu de celle qui suit. Ainsi Pascal échappe à la discontinuité dans laquelle aimeraient l’entraîner les polémistes jésuites. Face au caractère épars de leurs réponses, les éléments de continuité présents dans l'œuvre constituent également une force.

### Stratégie de persuasion

#### Style et rhétorique
Au moment de leur parution, le style des Provinciales a suscité chez ses lecteurs à la fois surprise et admiration, comme en rendent compte plusieurs témoignages, tel celui de la marquise de Sévigné. Dans cette œuvre, ainsi que dans toutes celles qu’il a produites, Pascal rompt en effet avec la manière d’écrire qui prévaut à l’époque : plutôt que de tenter d'imiter la prose latine des auteurs antiques, il cherche en effet à pratiquer un style « naturel », meilleur moyen selon lui de faire impression sur l'esprit du lecteur. La phrase naturelle possède pour principales caractéristiques la brièveté (aboutissant à un « style coupé », très rarement employé à l'époque) et la simplicité : cela permet à Pascal de rendre ses raisonnements plus clairs et son style plus vivant. Ainsi, dans les Provinciales, ce dernier fait preuve d’une grande vivacité d’écriture : les entrées en matière comme les conclusions y sont rapides, les phrases y sont courtes et souvent exclamatives, les questions nombreuses et pressantes.
À l’opposé, Pascal méprise les « mots d’enflures », tout comme les procédés rhétoriques issus des Anciens employés en son temps : ceux-ci seraient artificiels, gêneraient la compréhension et refléterait seulement l’orgueil de leur auteur. Sa rhétorique s'écarte de même de l'esthétique « baroque », observée alors par les jésuites dans le but de faire entrer la religion dans les cœurs par le charme et la sensibilité ; il lui préfère une esthétique naturelle, en faveur dans les milieux proches de Port-Royal, qui s’appuierait sur la seule force de la vérité. Ainsi, le style d'un auteur devrait selon Pascal le montrer aux lecteurs tel qu'il est, et non tel qu'il veut paraître.
Dans les Pensées, Pascal vante « la manière d’écrire de Montaigne, d'Épictète et de Salomon de Tultie [un de ses pseudonymes] ». Il a également pu trouver son inspiration dans la rhétorique biblique, alors rarement imitée, mais considérée par lui comme le modèle le plus légitime pour un chrétien. À cause de cela, contre la tendance de l’époque, l’auteur des Provinciales use de nombreuses répétitions, produisant un effet de martèlement. De même, il emploie souvent l’hyperbole, nuançant rarement ses jugements : on relève ainsi dans les Provinciales un usage fréquent d’adjectifs tels que « plein », « seul », « unique », « nul »... Enfin, Pascal tend parfois à imiter le langage des prophètes, en brusquant ses adversaires : il les apostrophe et les questionne impérieusement, s’érigeant en voix de la vérité contre le mensonge et le mal. Cette vision tranchée du monde s'exprime également par l'emploi régulier d'antithèses.
D'autres procédés rhétoriques sont utilisés de façon naturelle par Pascal afin de rendre son œuvre plus plaisante, discréditer ses adversaires, ou souligner ses propos. Dans la partie fictionnelle, il fait en particulier un usage régulier de l’ironie sous diverses formes (fausse naïveté, litote etc.), ; après avoir abandonné la fiction, il emploie davantage le sarcasme et l'invective, et quitte parfois le « style coupé » au bénéfice du « style sublime », caractérisé par des phrases longues et une tendance au lyrisme,.

#### Agréments du texte et usage de la fiction

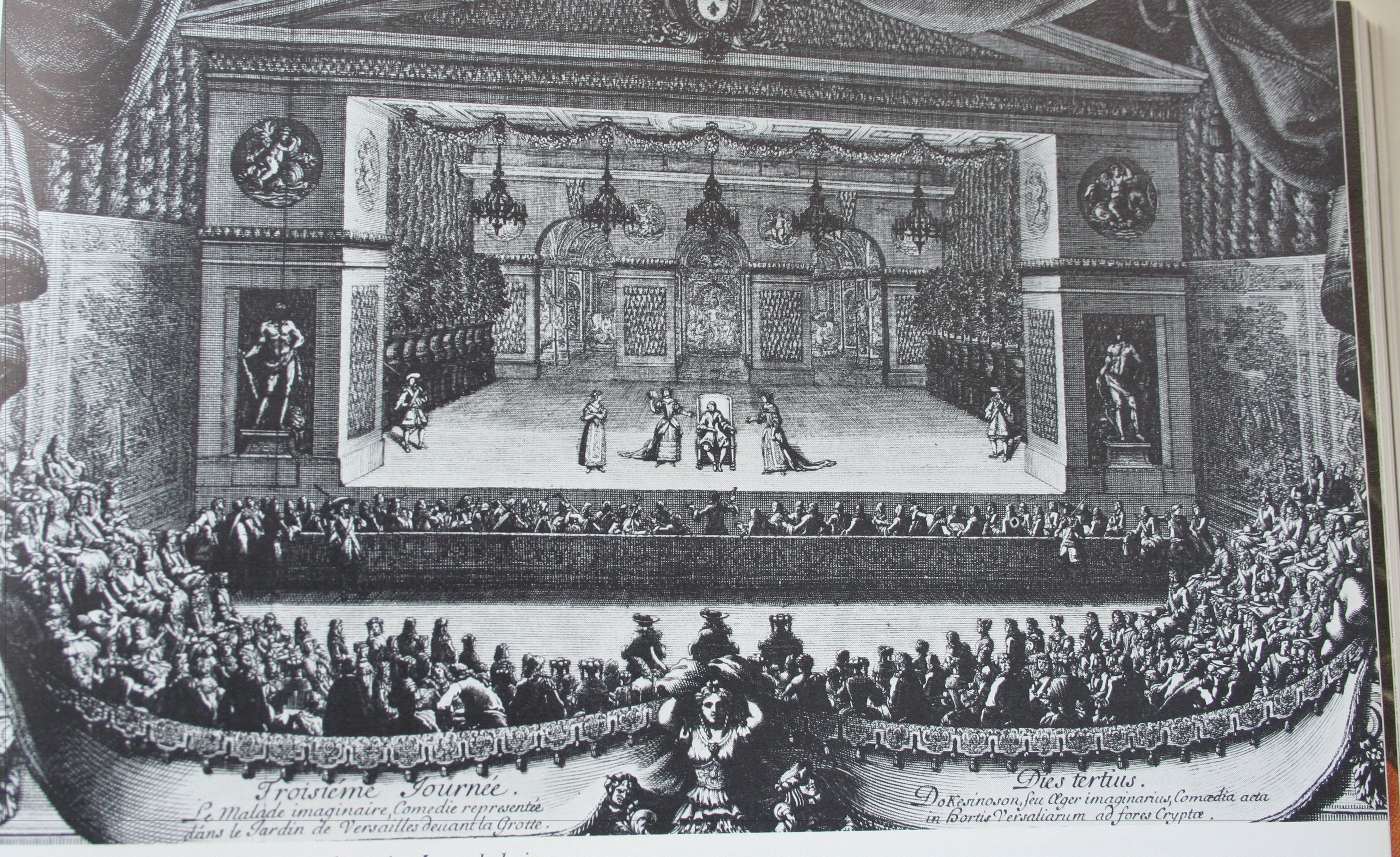
Le Malade imaginaire représenté à Versailles ; Jean Le Pautre, XVII.

Pour Pascal, plaire au lecteur n’est pas une fin, mais un moyen, le seul possible pour atteindre le grand public ; suivant Marguerite Perier, il aurait ainsi dit au sujet des Provinciales : « J’ai vu qu’il fallait écrire d’une manière qui pût être lue avec plaisir par les femmes et par les gens du monde ». À ce titre, on peut considérer qu'il ne s'agit pas d'une œuvre artistique. En strict augustinien, Pascal croit que, à l’exception de certains élus auxquels Dieu accorde sa grâce, les hommes sont dominés par la concupiscence depuis la Chute, et par là avant tout voués à la recherche du plaisir ; dès lors, il considère qu’on les convainc beaucoup mieux par l’agrément que par le raisonnement, comme il l’indique dans De l'Esprit géométrique et de l'Art de persuader : « … tout ce qu’il y a d’hommes sont presque toujours emportés à croire non pas par la preuve, mais par l’agrément. ». Suivant les catégories de saint Augustin, si l'auteur des Provinciales s'abstient d'employer la concupiscence liée à la chair et celle liée aux yeux, il utilise donc celle liée à l'orgueil.
Une des principales façons pour Pascal de plaire au lecteur est d’user du comique ; en cela, il fait preuve d'audace, car ce registre est généralement mal perçu dans les milieux auxquels il s'adresse. La partie fictionnelle des Provinciales se rapproche ainsi des comédies de théâtres, avec notamment une situation de double énonciation, des dialogues entre personnages fictifs, divers « jeux de scènes » et jeux de mots. Pascal définit lui-même dans la onzième lettre la cause du rire comme « une disproportion surprenante entre ce qu’on attend et ce qu’on voit ». Les maximes grotesques des casuistes jésuites provoquent d’elles-mêmes le rire, étant inattendues venant de sérieux docteurs. En employant l'ironie, il crée de même une complicité avec le lecteur, qui connait le vrai sens des propos du narrateur, contrairement au naïf Père jésuite. Cette méthode aboutit également à une situation « cathartique » dans laquelle une figure d’autorité est humiliée, fréquente dans la comédie.
Toujours pour rendre son œuvre plaisante, Pascal utilise dans les dix premières lettres divers autres procédés propres à la littérature. Il présente ainsi des personnages diversifiés, ayant chacun un caractère particulier, notamment perceptible grâce à leurs façons de s’exprimer. De la même façon, il alterne sans cesse dialogue et narration, en ajoutant nombre de détails inutiles à l'argument. Enfin, Pascal introduit une forme de progression narrative en partant d’une situation d’ignorance du personnage principal (méconnaissance reflétant celle du lecteur), que celui-ci comble à mesure que le récit progresse ; le narrateur annonce toutefois en filigrane au début de chaque lettre ce qu’il en est vraiment, produisant un effet de suspense.
Toutefois, l’usage de la fiction dans les Provinciales n’induit pas seulement une volonté de rendre la lecture de l'œuvre agréable : il porte en soi une stratégie de persuasion, qui vise à ce que le public s’identifie à la figure préparée pour lui, et soit révulsé par celle de son antagoniste. Celui-ci a d’abord tendance à se reconnaître dans le destinataire des lettres, le Provincial ; conséquence de la forme épistolaire de l’œuvre, le lecteur est amené à se considérer comme « mis dans la confidence ». Ce dernier en vient ensuite aisément à s’identifier au narrateur, Montalte, dont la personnalité favorise ce glissement : il s’agit d’un « honnête homme », sans partis pris (il joue dans un premier temps un rôle d’arbitre) ni traits de caractère trop affirmés, faisant preuve tout à la fois de modestie (une trop grande assurance pourrait irriter le lecteur) et d’esprit pour mettre en défaut et ridiculiser ses interlocuteurs. Alors que ce rôle échoit d’abord au « janséniste », c’est Montalte qui défend à partir de la cinquième lettre l’opinion de l’auteur. Il devient dès lors le double de Pascal, qui peu à peu « jette le masque » à partir de la onzième lettre, en mettant de côté son personnage fictif pour répondre directement à ses adversaires ; il s’agit là de l’achèvement de sa stratégie de persuasion, le lecteur s’étant progressivement identifié à l’auteur lui-même, et ayant adopté du même coup ses opinions « jansénistes ».
Cet usage de la fiction et cette volonté de plaire dans une visée polémique a suscité des opinions contrastées, à l’époque de Pascal comme aujourd’hui. Certains analystes considèrent de nos jours que la dimension littéraire de l’œuvre nuit fortement à sa véracité : Roger Duchêne, en particulier, a prétendu que cet aspect entraînerait en son sein une déformation inévitable de la réalité. Toutefois, pour la majorité d'entre eux, celle-ci est conciliable avec la vérité. Pascal lui-même a jugé que « il faut de l’agréable et du réel, mais il faut que cet agréable soit lui-même pris du vrai ».

#### Argumentation et citations
Si Pascal estime dans De l'art de persuader qu’il est impossible de définir une méthode pour convaincre les hommes par l’agrément, leurs goûts étant trop divers, il établit dans ce traité le procédé pour les convaincre par l’entendement, en leur découvrant la vérité. Celui-ci revient à respecter trois séries de règles, qui se rapprochent de celles des mathématiques : concernant les définitions, « N'admettre aucun des termes un peu obscurs ou équivoques sans définition » et « N'employer dans les définitions que des termes parfaitement connus ou déjà expliqués » ; concernant les axiomes, « Ne demander en axiome que des choses parfaitement évidentes » ; concernant les démonstrations, n'employer « que des axiomes très évidents d'eux-mêmes ou des propositions déjà démontrées... » et « de n'abuser jamais de l'équivoque des termes, en manquant de substituer mentalement les définitions qui les restreignent et les expliquent. ». Dans les Provinciales, c’est sur ces règles que Pascal bâtit son argumentation, en prouvant en particulier que ses adversaires y contreviennent ; au terme de sa démonstration, le lecteur doit finalement se rallier à celui qui lui assure la supériorité intellectuelle.
Bien définir les termes en débat permet ainsi de dénoncer les équivoques des jésuites, qui dans leur théologie morale rompent le lien entre l’intention et l’action, le signifiant et le signifié, comme l'illustre le contrat Mohatra dans la huitième lettre : chez eux, les paroles en viennent à acquérir un pouvoir par elles-mêmes, devenant de ce fait presque magiques. Pascal substitue aux expressions complexes employées par les jésuites, usées pour égarer l’esprit, des termes simples et bien définis, qui aboutissent à des raisonnements sans ambigüités. Ce faisant, il obtient également la sympathie du lecteur, qui tend à prendre le parti de celui qui l'a éclairé. Ce désir est pareillement visible dans la dispositio de chaque lettre : le thème est généralement annoncé en préambule, et les idées évoquées résumées après coup. L'auteur illustre de la même façon les raisonnements ardus par des exemples ou des paraboles.

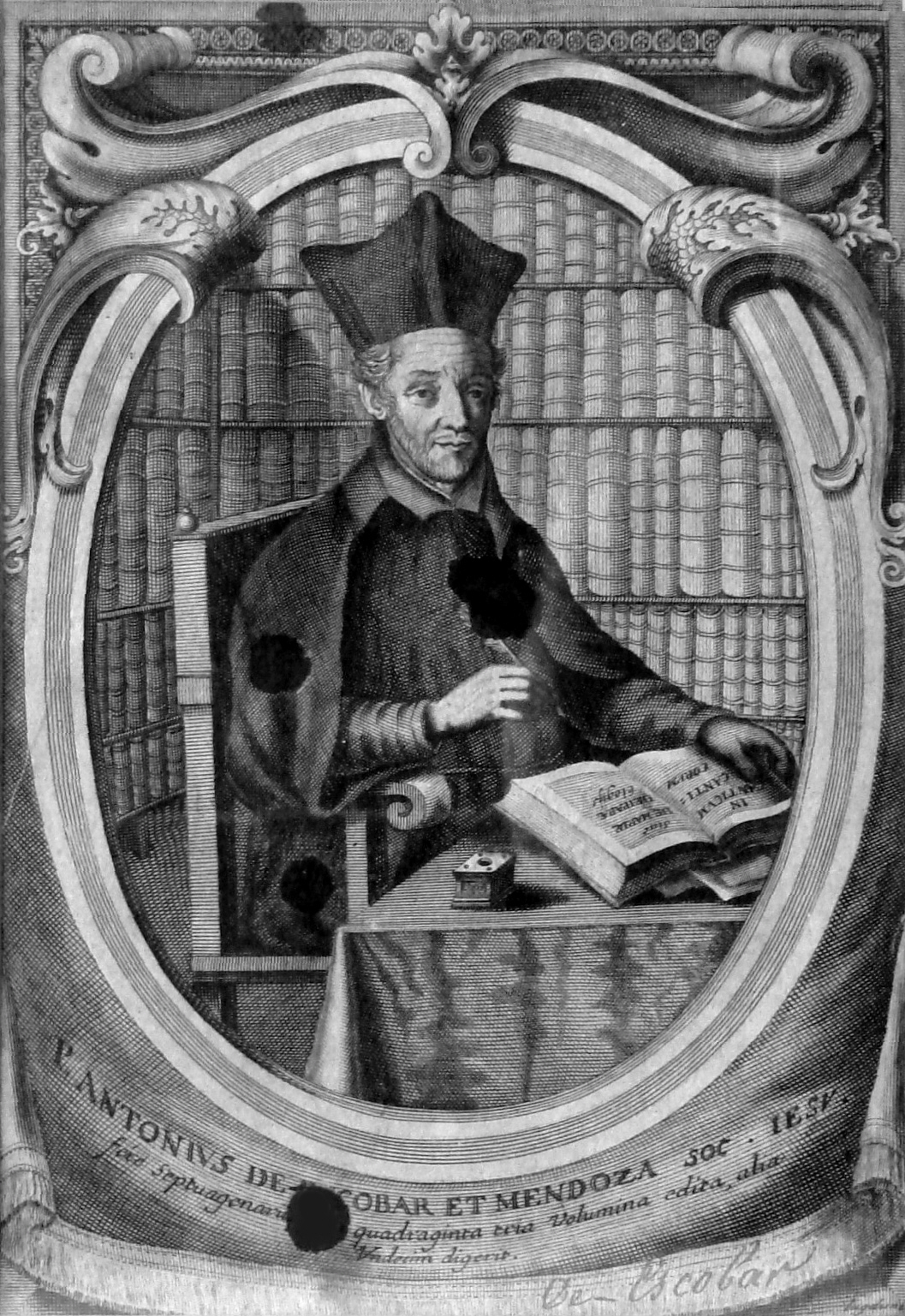
Antonio Escobar y Mendoza ; anonyme.

De même, Pascal part sans cesse des principes moraux les plus simples et les plus généralement admis, prouvant par la suite que les maximes des jésuites sont en contradiction avec ceux-ci ; grâce à cela, Pascal atteint tous les publics, y compris les libertins hostiles à la religion. Celles-ci sont non seulement montrées comme contraire à la foi catholique, mais également comme extravagantes d’un point de vue rationnel. En effet, en plus d’être désapprouvées par les autorités religieuses, elles sont contraires à la loi civile, et même réprouvées par certains auteurs païens, comme Pascal le montre dans la quatorzième lettre avec l'homicide.
Enfin, l’auteur des Provinciales met en avant les failles dans les raisonnements de ses adversaires. En refusant les démonstrations claires, en se contredisant sans cesse entre eux, et en utilisant les citations des Pères de l'Église et des Saintes Écritures à mauvais escient, ceux-ci montrent qu’ils défendent une cause injuste et appuient celle de Pascal. De ce point de vue, on peut dire que c’est dans les écrits des jésuites que celui-ci trouve ses meilleurs arguments.
Néanmoins, au-delà de l’argumentation proprement dite, il est également nécessaire à Pascal de s’appuyer sur des citations. Pour justifie ses démonstrations théologiques, celui-ci cite ainsi nombre de sources faisant autorité en matière spirituelle, tels les Saintes Écritures, les œuvres des Pères et des docteurs de l’Église, ou encore, dans une moindre mesure, les décisions des papes et des conciles ; les théologiens les plus souvent mentionnés sont saint Augustin (trente-sept fois) et, à un degré moindre, saint Thomas (vingt-trois fois). Cela s'explique par l'autorité dont disposent alors ces deux derniers au sein de l'Église ; l'évêque d'Hippone est particulièrement lu et apprécié au XVIIe siècle, son influence s'étendant jusqu'à la littérature. De même, pour appuyer ses attaques contre les jésuites, Pascal cite de nombreux casuistes : il s’agit en particulier d’Escobar, dont le Liber théologiae moralis, même s'il n’est ni particulièrement laxiste ni particulièrement célèbre avant la parution des Provinciales, a le mérite de constituer une compilation synthétique et facile d’accès. Six autres casuistes sont cités plus d’une fois ; les citations employées ont généralement déjà été usées auparavant dans la controverse. Ces derniers ne sont pas tous des membres de la Compagnie de Jésus, mais en sont toujours proches idéologiquement.

### Thèmes principaux

#### La théologie de la grâce

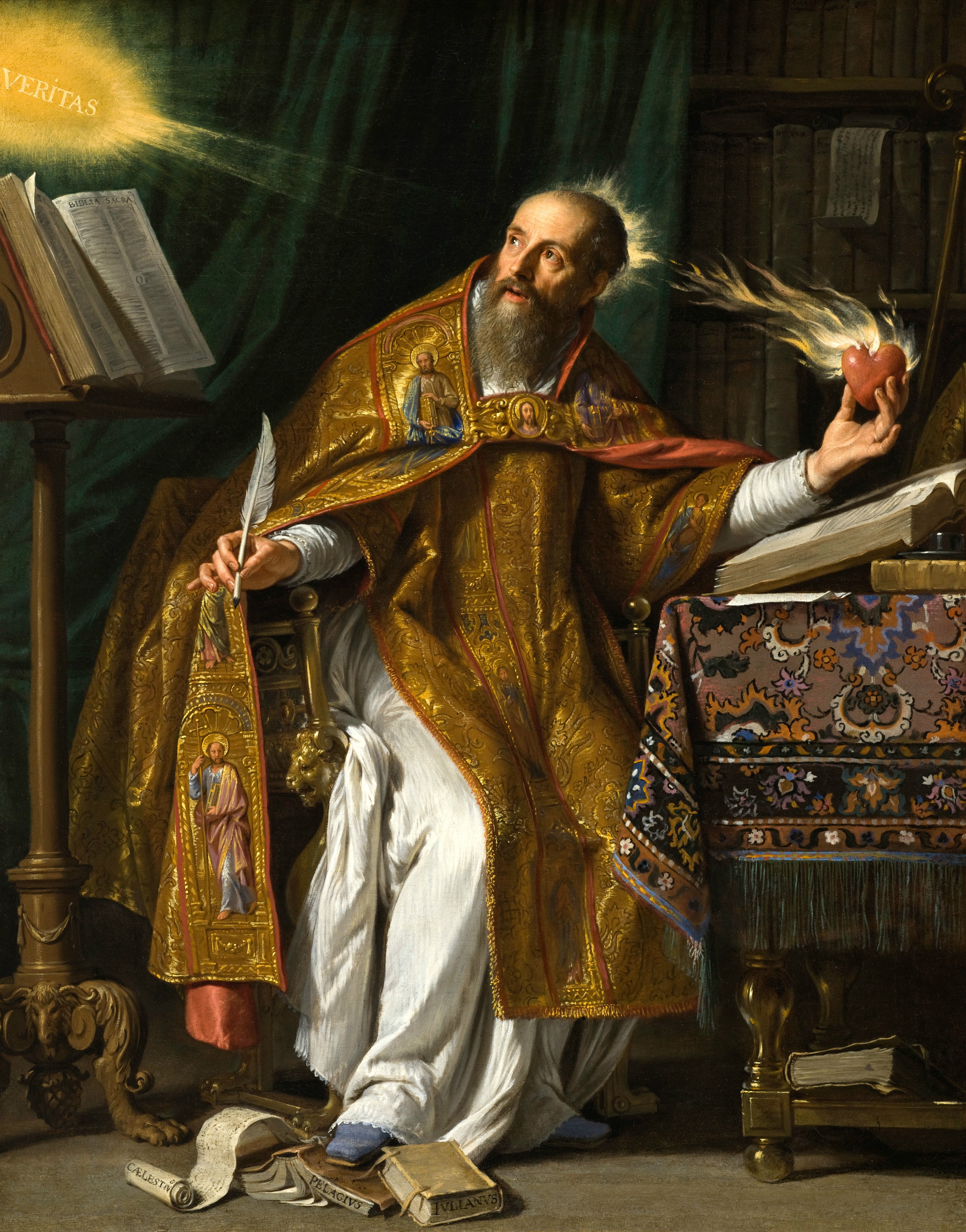
Saint Augustin éclairé par le Saint-Esprit ; Philippe de Champaigne, vers 1645-1650.

La question de la grâce est fondamentale dans le conflit ayant mené à la publication des Provinciales : c’est sur ce point qu’Arnauld est condamné par la Sorbonne. Toutefois il n’en est traité de façon directe que dans les trois premières et les trois dernières lettres ; les questions théologiques ne sont d’ailleurs jamais abordées dans l’œuvre pour elles-mêmes, sans que la polémique avec les adversaires d’Arnauld ou les jésuites ne le justifie. Pascal n’est pas sans connaissance sur le sujet (il a ainsi rédigé des Écrits sur la grâce, dont la rédaction a probablement débuté peu avant la publication des Provinciales) mais il doit sans doute l’essentiel de son argumentation au « parti de Port-Royal » qui le publie, et plus particulièrement à Arnauld et Nicole.
Ainsi, Pascal prétend défendre la vision de la grâce de saint Augustin (grâce efficace), dont la prévalence dans l’Église serait mise en danger par un complot jésuite visant à l’abattre en abattant Jansénius, ; celle-ci serait en accord avec celle de saint Thomas, qui n’aurait fait que la compléter. Pour lui, les conceptions de l’évêque d’Hippone s’identifient donc à celles des jansénistes : le théologien étant inattaquable, il est impossible que les jansénistes soient hérétiques. Aux arguments des théologiens molinistes mettant en avant la liberté humaine, il répond par la doctrine de la double délectation, formulée par saint Augustin dans ses travaux contre les pélagiens et les semi-pélagiens, et mise en avant par Jansénius : si l’homme ayant obtenu la grâce de Dieu n’y résiste jamais, ce n’est pas parce qu’il ne possède pas la liberté de le faire, mais parce que la délectation des choses célestes prend chez lui le pas sur celle du monde, ce sentiment le menant infailliblement vers le salut ; cette conception ne serait pas la même que celle des calvinistes, qui nieraient à l’homme toute forme de liberté en la matière.
D’autre part, afin de s’adresser au plus grand nombre (il cesse de viser les docteurs au moins à partir de la troisième lettre), et pour s’attirer sa bienveillance, Pascal « vulgarise » la théologie : cette entreprise a été considérée le plus souvent comme très réussie. En conséquence, Pascal prend une position anti-scholastique, comme l’illustre son rejet du terme de « pouvoir prochain » dans la deuxième lettre ; il suit en cela un mouvement spirituel prônant un retour vers la simplicité biblique, prégnant à l’époque. Sa présentation des différentes doctrines en présence est généralement jugée comme juste, même s’il tendrait à forcer le trait ; sa manière de dénoncer la conception des thomistes de la grâce a en particulier été critiquée : pour dénoncer la « grâce suffisante », il joue par exemple sur le sens du mot « suffisant », perçu comme ayant son sens le plus répandu alors qu'il signifie en réalité « inférieur » dans cette expression,.

#### La casuistique

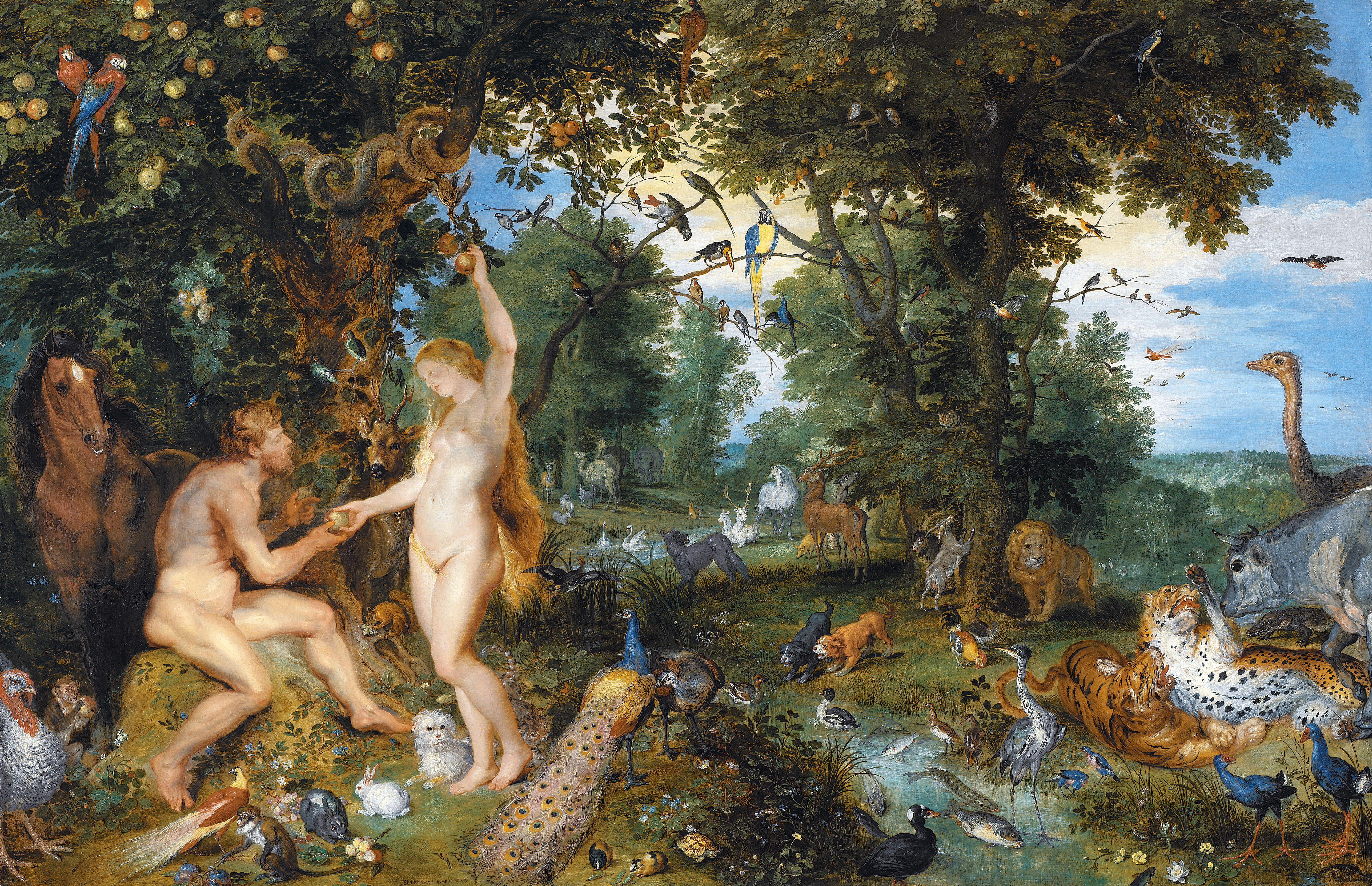
Le jardin d'Eden et la chute de l'homme ; Jan Brueghel l'Ancien et Pierre Paul Rubens, vers 1615.

De la quatrième à la dixième lettre, Pascal fait de la casuistique pratiquée par les jésuites sa cible principale. Ce sujet est lié à celui de la grâce, les conceptions « semi-pélagiennes » des jésuites les menant à une théologie morale déréglée. La quatrième lettre constitue ainsi une transition entre les deux thèmes : le narrateur y réagit aux idées d'un Jésuite, qui prétend que l’homme ne fait réellement le mal que s’il est conscient de sa mauvaise action. Pour Pascal, l’homme est toujours responsable du mal qu’il commet car, sans la grâce, son esprit corrompu par le péché originel le porte à pécher naturellement. La pratique de la casuistique, au moins dans le cas des Jésuites, revient à user de cette raison viciée pour juger du bien ou du mal ; elle tend par conséquent à accommoder la morale à la nature corrompue de l’être humain. L’auteur des Provinciales refuse quant à lui toutes possibilités de manquement instituées et déclarées aux prescriptions morales des Écritures et de l’Église, qui aboutiraient à les rendre progressivement obsolètes en les affaiblissant, processus déjà observable en comparant les chrétiens des premiers temps à ceux d'aujourd'hui ; il est peut-être influencé en cela par le stoïcisme, à travers Épictète. Ces règles morales constituent pour lui un absolu, comme la vérité révélé dont elles sont issues, vérité dont les casuistes se rendent injustement maîtres ; l'application des lois morales et l'expression de la vérité doivent toutefois être inspirées par la charité, auxquelles elles sont liées, leur dureté étant ainsi atténuée.
Pascal distingue cinq procédés casuistiques employés par les Jésuites. Il cite d'abord dans la cinquième lettre le probabilisme, considéré comme le plus important : c’est le seul à posséder une existence formelle dans les traités de casuistique[réf. nécessaire]. Son usage n’aboutirait pas selon lui à déterminer la vérité morale, mais à ce que chacun se complaise dans sa propre conception de la morale : en donnant la première place à l’opinion d’une grande diversité d’auteurs modernes (multiplicité qui s’oppose au petit nombre de textes inspirés), le probabilisme s’éloignerait des sources de la foi, c’est-à-dire de la bible et des Pères de l’Église ; son emploi reviendrait en effet à innover, chose souhaitable dans le cadre des sciences, mais détestable en théologie. Autres procédés, utilisé par les casuistes pour justifier les « opinions probables » qu’ils ont émises, Pascal pointe dans la sixième lettre l’emploi de « circonstances favorables », ainsi que d’interprétations tendancieuses des termes des Écritures et des lois canoniques : pour Pascal, c'est seulement quand le pécheur n'en est pas responsable que les circonstances peuvent changer la nature d’un péché[réf. nécessaire] ; de même, pratiquer des interprétations fallacieuses revient à utiliser les apparences plutôt que la réalité, ce qui est caractéristique du mensonge. Enfin, derniers procédés exposés, la direction d’intention (de la septième à la dixième lettre) et les restrictions mentales (dans la neuvième lettre) : après saint Augustin (traité Du mensonge), l’auteur des Provinciales les rejette en affirmant que la fin ne justifie jamais les moyens, l’extériorité de l’action tendant à définir si celle-ci est morale ou non.

#### La politique

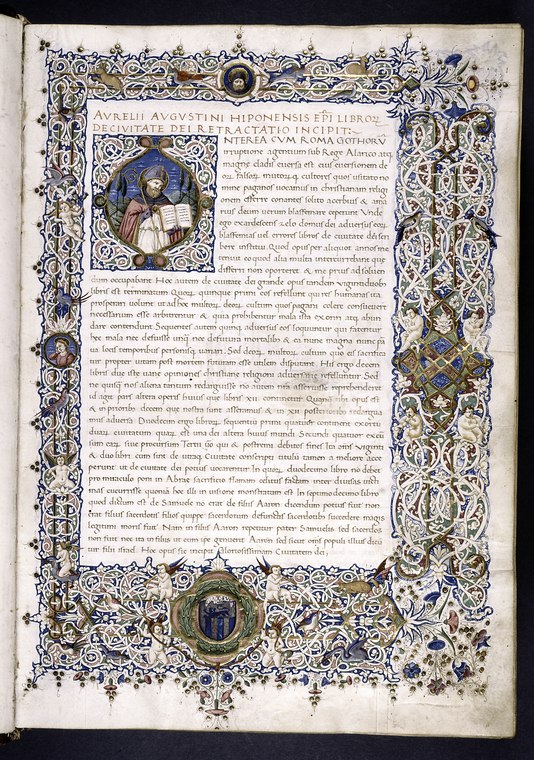
Manuscrit de la Cité de Dieu, daté de 1470 environ.

Les thèmes politiques possèdent une importance particulière dans les Provinciales, religion et politique étant alors intimement liées. Dans le cadre de la polémique avec les jésuites, et en contraste avec leurs pratiques, Pascal en vient en effet à définir un modèle de bon gouvernement, ainsi que les rapports entre l’État et les particuliers, entre l’Église et l’État. Ces sujets font alors l’objet d’un fort intérêt intellectuel en Europe, une vision donnant la priorité aux intérêts de l’Etat par rapport à ceux de l’Église (Hobbes, Machiavel) s’opposant à une perception subordonnant la politique aux impératifs religieux (mouvement « augustiniste »).
La Compagnie de Jésus semble dans les Provinciales prôner un contre-modèle politique absolu. Elle encourage ainsi la rébellion : contre l’Église d’abord, en détournant les décisions des papes et des conciles (telle l’interdiction d’assassiner, dans la septième lettre), contre l’État ensuite, en établissant des maximes séditieuses violant ses lois (telle la permission de voler). Elle met par la même occasion en danger les fondements de la société (famille, serment, propriété…), en s’opposant aux simples lois naturelles, que pourtant même les païens respectent. Le but des jésuites n’est pourtant pas en soi de corrompre la morale, mais d’assurer leur domination sur la sphère politique comme sur la sphère religieuse : pour cela, ils font en sorte que les lois de l’État soient désormais régies par une autorité spirituelle (la leur), et agissent dans l’Église comme s’il s’agissait d’une société temporelle (comme le montre leurs manœuvres pour faire condamner Arnauld à la Sorbonne). Cette confusion des deux ordres ne peut toutefois aboutir qu’à leurs annihilations respectives, leur coexistence étant nécessaire pour éviter le chaos.
À cette « anomie », que défendraient les jésuites, Pascal oppose ses propres conceptions, en particulier dans les lettres directement adressées aux Jésuites ; il en traite également dans ses Trois discours sur la condition des grands et dans les Pensées. Il défend ainsi la nécessité d’établir des lois du fait du péché originel : l’homme, même sans la religion, perçoit ce qui est bien ou mal, mais sa nature corrompue le mène à faire le mal sans la grâce. Pour éviter le chaos entrainé par cet état de fait, l’existence d’un État est nécessaire ; sa tâche est d'instituer des lois interdisant aux hommes de suivre leur nature, et de les faire respecter, en employant la force au besoin, comme Pascal le montre dans sa quatorzième lettre. La charge de l’Église est quant à elle de pratiquer la charité et de défendre la vérité. Cette dernière n’est pas une société politique ordinaire : elle possède en effet une durée éternelle, transcende les frontières entre États, et n’a jamais besoin de changer. L’Église en soi est ainsi parfaite : les conciles œcuméniques et les papes, quand leurs décisions portent sur un point de foi, sont de ce fait infaillibles. Celle-ci n’a jamais non plus besoin de la violence, s’imposant par la seule force de la vérité,. Toutefois, l’Église pérégrine, insérée dans le monde, est quant à elle sujette à se corrompre, par le biais de ceux qui la composent (comme les jésuites, qui en constituent un membre malade).
Ces conceptions de Pascal sont largement partagées à son époque, où domine le pessimisme à propos de la nature humaine. Elles rejoignent également celles de saint Augustin, exprimées en particulier dans la Cité de Dieu. Pascal se distingue toutefois de « l’augustinisme politique », en refusant au pape le pouvoir de juger des affaires temporelles ; pour lui, obéir au monarque est un commandement divin, et se rebeller, même contre un roi hérétique, est toujours injustifié. De même, il s’oppose à l’étatisme de Machiavel ou de Hobbes, au refusant au roi le pouvoir de diriger les affaires spirituelles.

## La campagne desProvinciales

### La polémique

#### De la défense d’Arnauld à l'attaque contre la casuistique jésuite

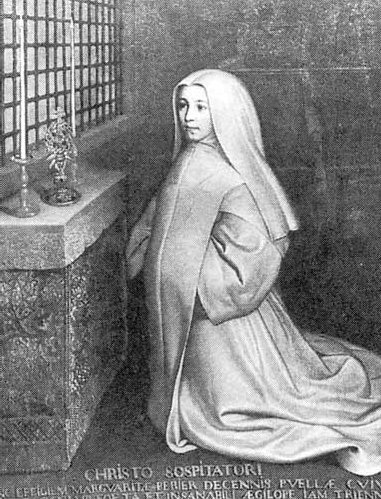
Marguerite Périer ; anonyme, XVII.

Si la première lettre a sans doute déjà un réel impact dans l'opinion, et ulcère les adversaires des jansénistes (le chancelier de France, Pierre Séguier, se serait trouvé mal après l'avoir lue), elle n'a pas d'effet sur la procédure contre Arnauld ; celle-ci est même accélérée. La censure « de droit » est ainsi votée le 29 janvier, le jour même de la parution de la seconde Lettre. Mesure exceptionnelle, Arnauld est expulsé de la Sorbonne avec un certain nombre de docteurs qui lui sont favorables.
La troisième lettre parait le 12 février ; elle vise surtout à minimiser la censure. Par la suite, la nécessité de défendre le théologien n'étant plus aussi pressante, il est possible que Port-Royal ait songé à arrêter la publication. Néanmoins, Pascal continue finalement son œuvre, en passant de la défense à l'attaque : il concentre désormais ses critiques sur la Compagnie de Jésus, qui n'était jusqu'alors qu'une cible parmi d'autres, en dénonçant à partir de la cinquième lettre la morale relâchée que prôneraient ses membres. Il abandonne du même coup le thème de la grâce. Ce tournant a été attribué à une suggestion du chevalier de Méré, ou encore à lecture d'Escobar par Pascal ; il est probablement lié à la nécessité de trouver un nouveau sujet, la condamnation d'Arnauld étant consommée.
Le 20 mars, au moment où commence sans doute l'impression de la cinquième lettre, se produit un épisode qui renforce les positions des jansénistes, ainsi que la conviction de Pascal de contribuer à une cause juste. Marguerite Périer, jeune nièce de Pascal, pensionnaire à Port-Royal, guérit miraculeusement d'une fistule lacrymale après un contact avec une relique, la Sainte Épine. L'événement est rendu public quelques jours plus tard, et reconnu par l'Église : il suscite un grand enthousiasme autour de l'abbaye, qui donne l'impression d'avoir été bénie par Dieu. Auparavant exposée aux mesures les plus sévères du pouvoir (les Solitaires ont ainsi été dispersés en mars, et certains parlementaires proches de l'abbaye ont été embastillés), Port-Royal voit le danger s'éloigner, malgré les efforts des jésuites pour contester le miracle.
À partir de février 1656, les premières réponses aux Provinciales apparaissent. Parmi elles, on peut citer Lettre de Philarque à l'un de ses amis, ou encore Lettre d'un Provincial au secrétaire de Port-Royal, dans lesquels Pascal est pour la première fois accusé de railler les choses saintes, ainsi que de collusion avec les protestants. Ces libelles, tous anonymes, sont alors attribués aux jésuites, mais il n'existe pas de certitude à ce sujet ; dans tous les cas, il ne s'agit pas de réponses officielles de la Compagnie. Ils sont généralement considérés comme médiocres, consistant surtout en une suite d'attaques ad hominem.

#### La polémique avec les jésuites

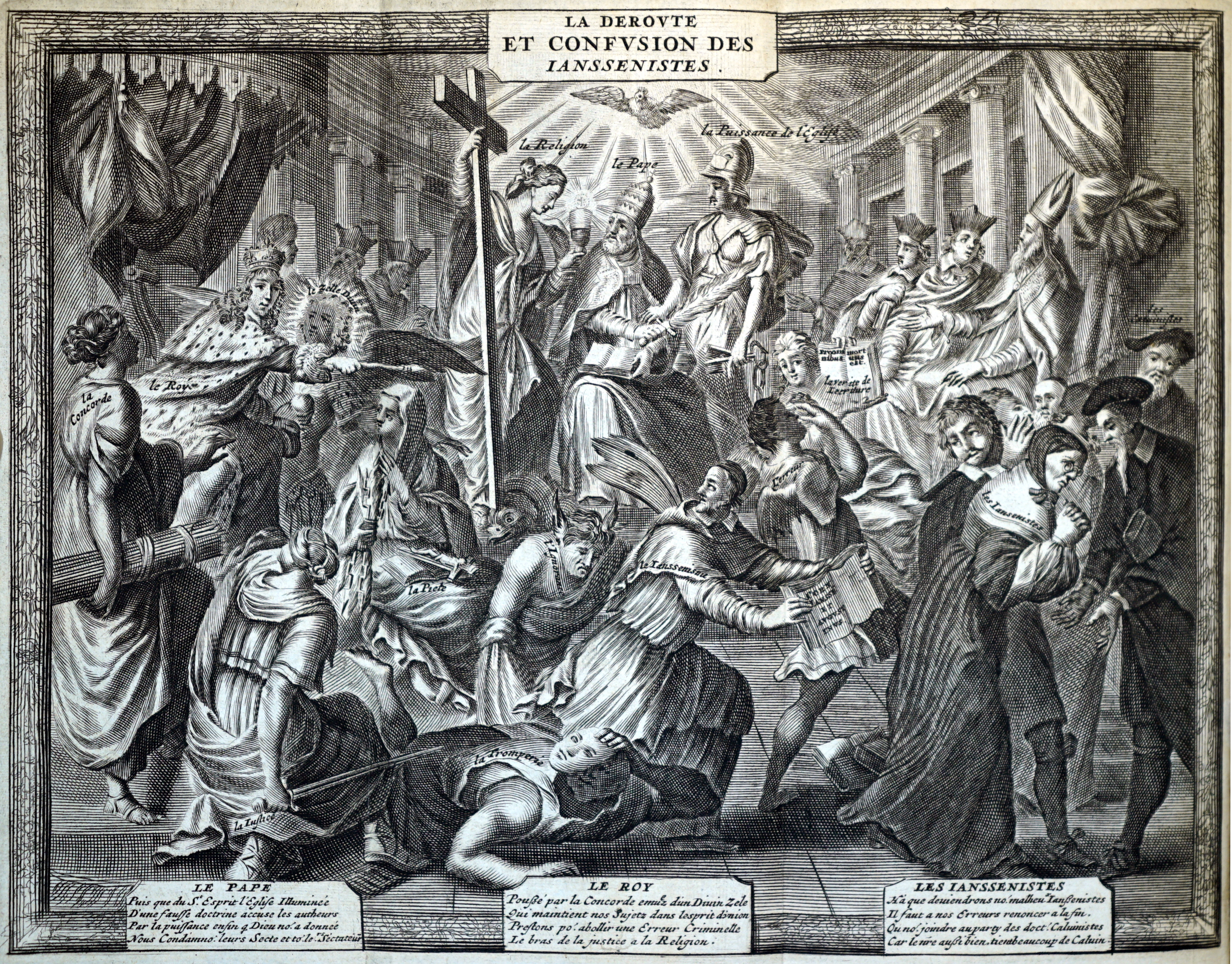
Gravure jésuite de propagande représentant « la déroute et la confusion des jansénistes » ; gravure de Jean Ganière, 1653.

Violemment prise à partie par les Provinciales, dont le succès est vif et croissant, la Compagnie de Jésus se voit dans l'obligation de réagir fermement. Elle le fait tout d'abord en encourageant les efforts visant à empêcher leur parution, des pressions en ce sens étant probablement exercées sur le syndic des libraires. Dans un second temps, les Jésuites répondent officiellement, par l'intermédiaire de leurs polémistes habituels.
En août, paraît ainsi une Réponse aux lettres que les jansénistes publient contre les Jésuites, première apologie ouvertement issue de la Compagnie de Jésus. Le libelle, anonyme, est sans doute rédigé par Jacques Nouet, probablement en collaboration avec d'autres jésuites, dont François Annat. Cette réponse, associée à sa suite publiée en octobre, se subdivisent en vingt-neuf « Impostures » dans lesquels Nouet tente de montrer que les propos des casuistes cités dans les Provinciales ont été déformés. La plupart des Impostures sont suivies d’un « Avertissement », constitué de menaces, d'insinuations malveillantes et d'attaques personnelles. L'ensemble de l'œuvre est le plus souvent considéré comme de faible qualité, du point de vue du style comme de l’argumentation.
À partir de la onzième lettre, imprimée en août, Pascal abandonne la fiction pour répondre directement aux Jésuites : ce nouveau tournant s'explique probablement par la nécessité de contrer les premières répliques officielles de la Compagnie (suivant Nicole, il aurait même sans ces réponses cessé la polémique), et par l'épuisement du sujet casuistique. Dans la douzième, l'auteur des Provinciales se défend ainsi des trois premières Impostures, dans la suivante de huit autres, avant de traiter des trois Impostures portant sur l’homicide dans la quatorzième. Nouet continue de polémiquer à travers plusieurs nouveaux libelles, tel une Réponse à la douzième lettre, mais l’auteur des Provinciales refuse de s’enliser dans le débat : Nicole et Arnauld se chargent d’y répliquer.
Début janvier 1657, après une période d’un mois sans publication qui laisse penser à une « trêve » entre les deux parties, le Père Annat prend le relais de Nouet. Il publie sous son nom La bonne foi des jansénistes, libelle dans lequel il emploie peu d’arguments nouveaux, reprenant seulement l'accusation d'interprétations malveillantes. Le contexte est favorable, car une ordonnance du lieutenant civil interdit depuis le 23 décembre de rien publier sans privilège et nom d’auteur, mesure visant sans doute les Provinciales. Pascal réplique en janvier à cette nouvelle attaque avec la dix-septième lettre, mise en circulation en février, mais sans plus se soucier de justifier ses citations : il saisit cette occasion pour défendre Port-Royal et les jansénistes du reproche d’hérésie, pourtant secondaire dans le libelle d’Annat.
Celle-ci semble avoir un temps été conçu comme la dernière à Port-Royal ; toutefois, un nouveau libelle du confesseur du roi (Réponse à la plainte des jansénistes de ce qu’on les appelle hérétiques) provoque en avril la parution d’une ultime lettre. Au-delà de la nécessité de répliquer à Annat, il s’agit pour Pascal de réagir à une bulle du pape réaffirmant que les cinq propositions se trouvent bien dans l’Augustinus, et à la décision de l’assemblée du clergé de forcer les ecclésiastiques à signer un formulaire allant dans le même sens. La lettre a ainsi été dans un premier temps tenue en réserve dans l’espoir d’un accommodement obtenu par l’intermédiaire de l’archevêque de Rouen, projet qui échoue, sans doute à cause de Mazarin. Cette fois, les jésuites n'y répliquent pas.
Le plus souvent, ces derniers n'ont pas cherché à rivaliser sur le plan littéraire avec Pascal, mais à s'ériger en savants rétablissant la vérité face à un publiciste ignorant la théologie, et utilisant son talent d'écrivain pour répandre des impostures. Quatre accusations contre l'auteur des Provinciales apparaissent de façon fréquente dans les apologies des jésuites : celle de renversement (c'est Port-Royal qui devrait être accusé), de concentration (on a réunis en un seul ouvrage des maximes provenant d’œuvres éparses), de ravaudage (on a repris d'anciennes accusations dépassées), et de sophisme (on reproche à toute la compagnie les erreurs de quelques membres). Également récurrents, les reproches d'hérésie, de manque de charité, et de railler les choses saintes.
Néanmoins, de façon générale, les réponses des jésuites ne sont pas considérées comme étant à la hauteur de l’œuvre de Pascal. Au lieu de défendre la Compagnie de Jésus dans sa globalité, ces derniers se sont limités à disputer du détail des textes cités, débats dont on considère qu’ils sont ressortis perdants ; plutôt que des arguments moraux et spirituels comme Pascal, ils ont avant tout utilisé des arguments juridiques et techniques, moins susceptibles d'influencer les lecteurs. Par ailleurs, au-delà de ces insuffisances, ils ont employé des médisances et des calomnies dont la fausseté était facile à démontrer. On estime souvent que les jésuites n'ont pas trouvés d'auteurs capables de correctement les défendre.
Les motifs expliquant la fin de la parution des Provinciales sont mal éclaircis. Pascal a entamé la rédaction d’une dix-neuvième lettre, qui aurait probablement traité de la soumission de Port-Royal à la bulle ; il a sans doute également projeté d’évoquer l’infidélité de la Compagnie de Jésus à son esprit premier, et ses exactions contre les Bénédictins d’Alsace et de Bavière. Il a pu céder au « parti du silence » présent à Port-Royal ; toutefois, le fait qu’il ait continué ensuite à participer au débat à travers les Écrits des curés de Paris tend à infirmer cette hypothèse. Il s’agirait plutôt d’un changement de stratégie, mais il est difficile d’en expliquer les motivations.

### Accueil immédiat et contexte de production

#### Accueil du public et réaction du pouvoir

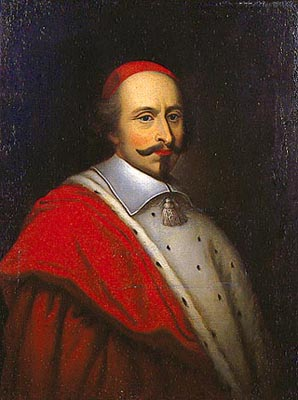
Jules Mazarin ; Pierre Louis Bouchart, XVII.

Les Provinciales sont un succès immédiat et croissant, beaucoup plus important que n’importe quelle autre pièce de la controverse entre jésuites et jansénistes. Elles sont lues, appréciées et attendues parmi le public qui fait l’opinion à l’époque : la noblesse et la bourgeoisie instruite. Elles sont diffusées à Paris comme en province, dans les cercles de la cour comme dans ceux du parlement. Des personnalités telles que la marquise de Sévigné ou Guy Patin témoignent à l’époque de leur goût pour l’œuvre, tandis que Louis XIV et Mazarin se seraient fait lire la septième lettre. Une Réponse du provincial, imprimée avec la troisième lettre, où figurent les propos élogieux d’une précieuse (sans doute Madeleine de Scudéry) et d’un académicien (peut-être Marin Le Roy de Gomberville ou Jean Chapelain), fait écho à ce succès.
Comme tendent à le montrer les lettres envoyées à Port-Royal à propos des Provinciales, celles-ci parviennent certainement à influencer l’opinion publique en faveur de la cause janséniste. De même, la critique de la casuistique effectuée dans les Provinciales fait réagir une partie du clergé paroissial. Le 28 août 1656, les curés de Rouen envoient ainsi une requête à leur archevêque pour que les maximes morales répréhensibles soient condamnées. De façon parallèle, le 13 septembre, les curés de Paris publient un Avis dans lequel ils exposent leur désapprobation de la morale relâchée : celui-ci a un impact important, et le mouvement s’étend en province. Toutefois, des démarches pour obtenir une condamnation par l’assemblée du clergé n’aboutissent pas.
Des efforts ont également été faits pour s’attirer la bienveillance du monde politique. Les douze premières lettres ont ainsi été dédiées à la reine Christine de Suède lors de son passage en France ; de même, la primeur de certaines d’entre elles a été réservée à des personnalités influentes à la cour (par exemple à la comtesse du Plessis-Guénegaud), ou à des membres du parlement de Paris (comme la dix-huitième lettre). Ceux-ci ont toutefois été vains : l’œuvre et ce qu’elle défendait n'ont pas cessé d’être en butte à l’hostilité de l’Église et du pouvoir royal, dont le parti contre les jansénistes était pris.
Produites et diffusées illégalement, sans privilège ni nom d’auteur, les Provinciales font ainsi immédiatement l’objet de mesures de police visant à en découvrir le rédacteur et à en arrêter l’impression. De ce point de vue, trois périodes se distinguent : jusqu'à la huitième lettre, la répression est très forte ; celle-ci s'apaise ensuite, sans doute du fait du miracle de la Sainte-Épine et du succès de l'œuvre ; puis, après la quatorzième, les autorités se raffermissent. Port-Royal est ainsi perquisitionné le 30 mars 1656 dans l'espoir de découvrir une imprimerie clandestine. De même, le 9 février 1657, les Provinciales sont officiellement condamnées pour la première fois, un exemplaire en étant publiquement mis au bûché par le parlement d’Aix. Trois ans plus tard, le pouvoir royal les condamne également. Toutefois, toutes ces mesures ont peu d'influence sur leur popularité.
De façon plus inattendue, les Provinciales ne sont pas non plus toujours bien accueillies à Port-Royal. Des personnalités importantes liées à l’abbaye, tel Angélique Arnauld, Martin de Barcos ou Antoine Singlin, manifestent des réserves à propos de l’œuvre. On leur reproche leur forme littéraire et l'usage de raillerie, qui dénoterait un manque de charité et desservirait finalement la cause janséniste. Arnauld, Nicole et Pascal s’opposent fortement à ce courant.

#### Production et diffusion des lettres

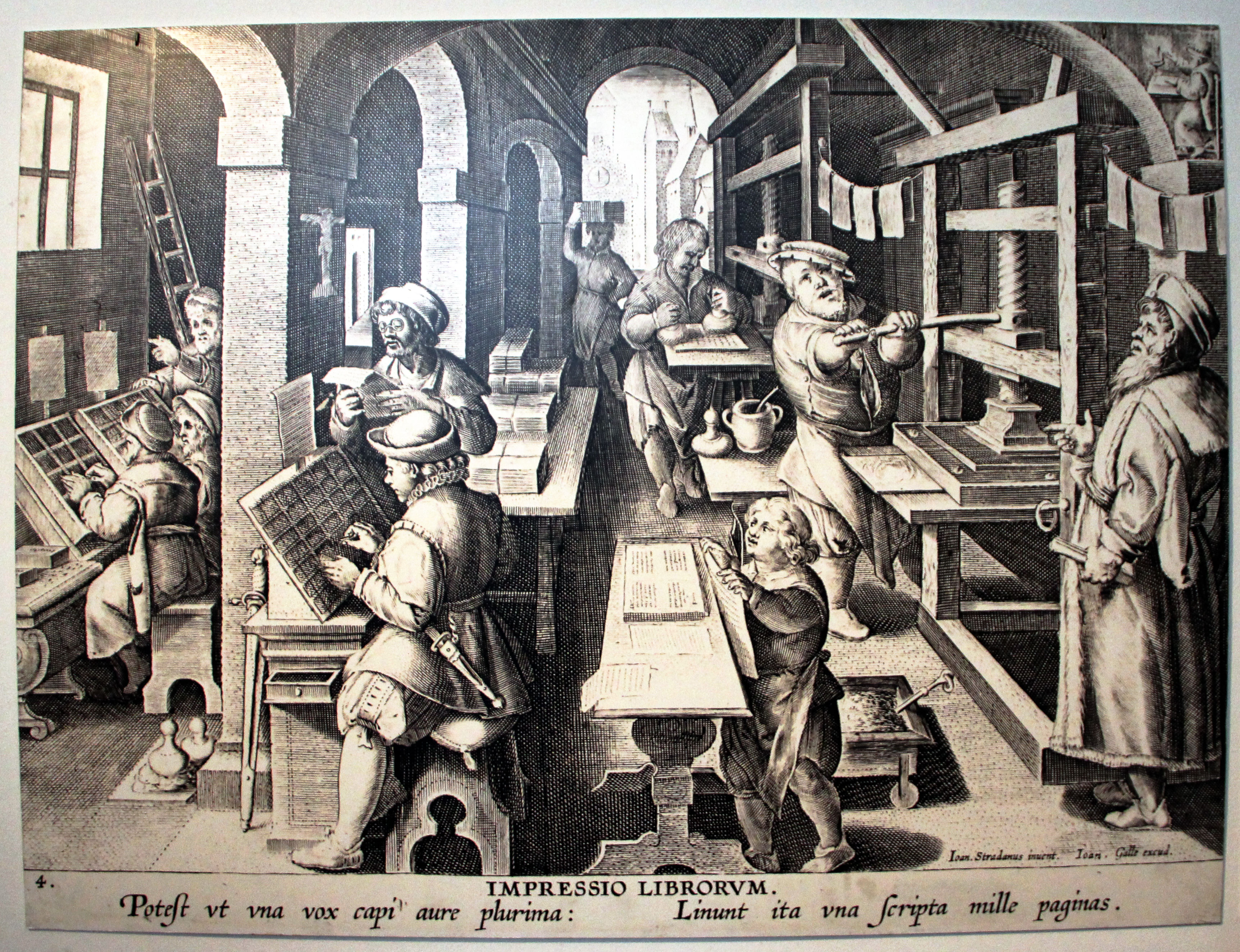
Gravure représentant un atelier d'impression au XVIe siècle ; Jan van der Straet, XVI.

Les Provinciales sont imprimées aux frais des gens de Port-Royal, à moins de cinquante écus par tirages. Les imprimeurs, tous parisiens, sont habitués à travailler à leur service, souvent clandestinement. Ceux-ci sont très exposés aux descentes de la police, qui cherche à arrêter l’impression. De ce fait, les éditeurs varient d’une lettre et d’une édition à l’autre. Pour égarer les autorités, ils restent anonymes, les indications placées dans certaines lettres étant fictives ; ils exercent généralement en parallèle l’activité de libraire. L’impression, qui implique plusieurs typographes différents, se fait le plus souvent en une seule fois, de nuit, et dans un lieu retiré, afin d’éviter les mouchards[réf. nécessaire]. Les exemplaires se présentent sous forme de brochures in quarto comptant huit pages, à l’exception des trois dernières lettres, qui sont plus longues.
Le tirage croît avec le succès : on estime ainsi que la dix-septième lettre est imprimée à plus de dix-mille exemplaires, contre environ deux mille pour la première. Les Provinciales sont sans doute distribuées par l’intermédiaire de réseaux de distributions, ou directement à leurs amis par les gens de Port-Royal. Elles sont dans un premier temps offertes gratuitement avant d’être, probablement à partir de la publication de la cinquième Lettre, vendue de façon confidentielle dans des librairies liées à Port-Royal au prix de 2 sols 6 deniers. Cela permet aux bailleurs de fonds de rembourser leurs frais et de faire des bénéfices, d’autant plus que les Provinciales sont rapidement et à plusieurs reprises rééditées.
Le premier recueil rassemblant l’ensemble des lettres est imprimée au printemps 1657 ; précédé d’une préface de Nicole, il est produit à Amsterdam par Daniel Elzevier et importé illégalement en France grâce notamment à la complicité du syndic des libraires. Une deuxième édition en français émanant de Port-Royal suit quelques mois plus tard : contrairement à la précédente, elle contient quelques légères corrections de fond. Les modifications sont beaucoup plus importantes dans la suivante, datée de 1659, la dernière avant la mort de Pascal : on compte en tout trois cent vingt variantes. Celles-ci ont plutôt tendances à affaiblir le style, en particulier dans les premières lettres, effaçant les marques de polémiques telles que l’emploi de l’ironie. Elles sont probablement principalement effectuées par Louis Gorin de Saint-Amour ; on ignore si elles ont été approuvées par Pascal. Les éditions actuelles reprennent l’une de ces trois versions.

#### Pascal entre anonymat et clandestinité
Après l’impression de la première lettre, Pascal part immédiatement se cacher de la police. Dans ce but, il fréquente surtout les auberges parisiennes, sur lesquelles les autorités exercent un faible contrôle, sous le pseudonyme de monsieur de Mons ; il loge par exemple à l’Enseigne du roi David, en face du collège jésuite de Clermont. Il réside également chez des amis de Port-Royal, tel le duc de Roannez. Pascal ne semble avoir été qu’une seule fois mis en danger d’être découvert, lors de la visite d’un parent jésuite qui le suspectait d’être l’auteur des Provinciales ; il avait alors avec lui les épreuves d’une de ses lettres.
Si on ignore cette anecdote, Pascal n’est pas particulièrement soupçonné à cette époque : c'est seulement en 1659 que son nom est cité pour la première fois, et ce n'est que plusieurs années plus tard que la paternité des Provinciales lui est attribuée avec certitude. On pense plutôt alors à Arnauld (notamment accusé par Annat), à l’abbé de Haute-fontaine Guillaume Le Roy (qui dégage sa responsabilité), à Antoine Le Maistre (qui participe également anonymement à la controverse), ou encore à Marin Le Roy de Gomberville. Pascal ne signe que la troisième lettre, de l’acronyme E. A. A. B. P. A. F. D. E. P., qui signifie sans doute Et Ancien Ami Blaise Pascal Auvergnat, Fils D’Etienne Pascal ; un second pseudonyme, Louis de Montalte, est également exposé dans le titre de la première édition d’ensemble de l'œuvre.
De leur côté, les jésuites donnent à l'auteur des Provinciales le surnom de « secrétaire de Port-Royal », montrant par là qu'ils le considèrent seulement comme la plume de l'Abbaye. Ils l'accusent également d'être un faiseur de romans. Pascal rejette ce lien dans la dix-septième lettre, dans laquelle il prétend être libre de toutes appartenances, en ajoutant qu'il n'est « ni prêtre ni docteur ». La justesse de cette assertion a été diversement jugée : il est vrai qu'il ne fait pas partie des Solitaires, mais il collabore avec nombre d'entre eux, notamment Nicole et Arnauld.

#### Méthode de travail
Pascal écrit ses idées et ses notes sur de grandes feuilles en papier, à partir desquelles il établit sans doute une première rédaction continue. Sa vitesse d’écriture semble avoir varié: il aurait écrit chacune des quatre premières lettres en seulement quelques jours, mais aurait ensuite eu besoin de plusieurs semaines pour rédiger des suivantes, les recommençant à plusieurs reprises. Pour s’assurer de leur qualité, ils les auraient soumises à l’approbation de Nicole ou d'Arnauld, qui les auraient systématiquement relues et corrigées avant publication : on peut en trouver trace en analysant le style de l’œuvre, qui n’est pas toujours uni, notamment au sein de la seizième lettre.
La collaboration avec les deux hommes ne se limite toutefois pas à cela. Arnauld aurait ainsi tenu une fonction de « rédacteur en chef », s’occupant du financement et de la diffusion des Provinciales. De même, il est possible qu’il ait suggéré à Pascal l’idée de s’attaquer aux jésuites, et influencé sa vision de la casuistique. Enfin, c’est certainement Nicole et Arnauld qui fournissent à l’auteur des Provinciales une grande part de son argumentation théologique, directement ou à travers leurs ouvrages : les trois premières lettres sont par exemple probablement inspirées sur ce plan par la Lettre à une personne de condition d’Arnauld. Ce dernier exerce sans doute la plus grande influence jusqu'à la septième lettre ; ensuite, c'est plutôt Nicole. À ce titre, les Provinciales sont parfois considérées comme une œuvre collective.
Pour réunir les nombreuses citations et exemples nécessaires, chaque lettre a également nécessité une abondante documentation, à l’exception possible des quatre premières. Dans ce but, Pascal emploie principalement des sources de seconde main, que ce soit des mémoires préparés à son intention, ou des écrits déjà parus dans la controverse. Suivant des propos rapportés par Marguerite Perrier, le seul ouvrage de casuistique qu’il aurait lu en entier serait le Liber theologiae moralis d’Escobar. Les proches de Port-Royal se seraient chargés de lire les autres œuvres pour Pascal, celui-ci se contentant seulement de vérifier avoir bien retranscrit le sens des passages cités.
Celles-ci sont généralement reproduites de façon approximative. Les traductions du latin, que Pascal fait lui-même, sont très libres, à l’exception des Saintes Écritures ; même les textes en français sont le plus souvent modifiés. De façon similaire, des résumés sont parfois présentés comme des citations, et les références ne sont pas toujours signalées. Le plus souvent, on considère toutefois que l’auteur n’altère pas le sens profond des passages qu’il rapporte,. Par ailleurs, ce manque de rigueur est de mise dans les pamphlets de l’époque ; il contraste avec la précision des ouvrages de théologie. Les changements pratiqués par Pascal tendent généralement à améliorer le style, ou à raccourcir des citations trop longues.

## Postérité

### Postérité idéologique

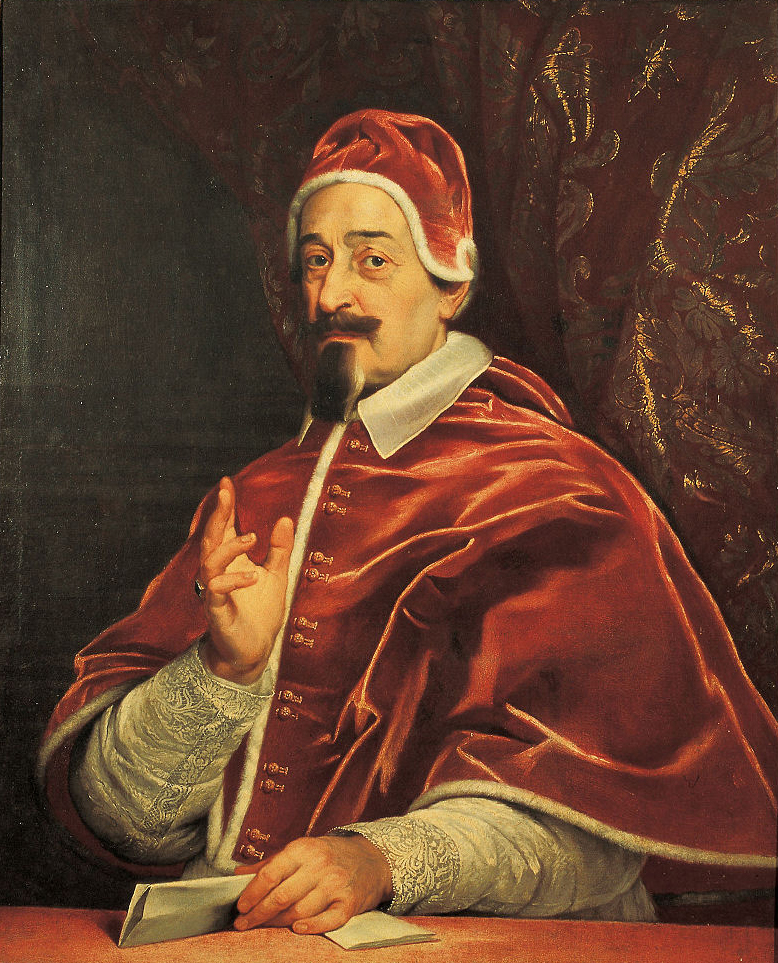
Alexandre VII ; Gian Battista Gaulli il Baciccio, XVII.

La fin de la publication des Provinciales ne marque pas la fin de la polémique entre jésuites et jansénistes. Le groupe de Port-Royal continue de faire paraître de nombreux libelles, notamment pour faire en sorte que le parlement de Paris n’entérine pas la bulle Ad sacram et le formulaire. L'œuvre la plus importante à cet égard est probablement la Lettre d'un avocat, publiée en juin 1657, sans doute écrite par Antoine Le Maistre avec la collaboration de Pascal. Ces efforts connaissent un certain succès : la bulle est reçue avec réserve, et le formulaire mis en sommeil pendant quatre ans. C'est néanmoins à la même époque que les Provinciales sont mises à l'Index par le Saint-Siège. Si cette mesure a peu d'impact en France, elle semble émouvoir Pascal, qui écrit alors : « Si mes Lettres sont condamnées à Rome, ce que j'y condamne est condamné dans le ciel ».
En décembre 1657, alors que le débat semble s'être apaisé, paraît un nouveau libelle intitulé Apologie pour les casuistes contre les calomnies des jansénistes. L'ouvrage est publié anonymement, sans privilège ni approbation, et sans doute malgré les réticences de certains jésuites ; il est écrit par l’un d'eux, Georges Pirot, professeur au collège de Clermont. Contrairement aux précédentes défenses des casuistes, il reconnait l'existence d'un certain nombre des maximes morales exposées dans les Provinciales, en en revendiquant la légitimité. L'ouvrage fait scandale, suscitant contre lui une désapprobation presque unanime et de nombreux libelles. Parmi eux, se distinguent les neuf Écrits des curés de Paris, parus du 25 janvier 1658 au 10 octobre 1659. Les Écrits font suite à l'Avis : ils sont publiés au nom des curés de Paris, dans le but d’abord de faire interdire L'Apologie. En réalité, ils sont en partie rédigés par Pascal, qui reprend à cette occasion la plume : il est sans doute à l'origine du premier, du deuxième, du cinquième et, au moins en partie, du sixième. On considère généralement que sa contribution atteint ici une qualité semblable à celle des Provinciales.
Ces efforts aboutissent à des résultats, qui montrent également l'impact important des Provinciales sur la théologie morale de l'Église : l’Apologie est condamnée par de nombreux évêques français, et mise à l'index à Rome en 1659. Dans les années qui suivent, Alexandre VII (en 1665, puis en 1666) et Innocent XI (en 1679) condamnent la casuistique laxiste, mettant en tout en cause cent-dix propositions. Les Provinciales ont certainement eu ici une importance décisive : cinquante-sept d’entre elles sont évoquées dans l'œuvre, et plusieurs s'y retrouvent littéralement. La pratique de la casuistique subsiste toutefois, mais en évoluant. Ainsi, le probabilisme, contesté au sein même de la Compagnie de Jésus et à nouveau condamné en 1700 par l'assemblée du clergé de France, perd peu à peu ses partisans ; s’impose la vision d’Alphonse de Liguori, qui tend à privilégier une solution unique aux cas de conscience, comme les casuistes médiévaux. Au XIXe siècle, la casuistique tombe progressivement en désuétude, avant de connaître un certain retour en grâce au XXe siècle.[réf. nécessaire]

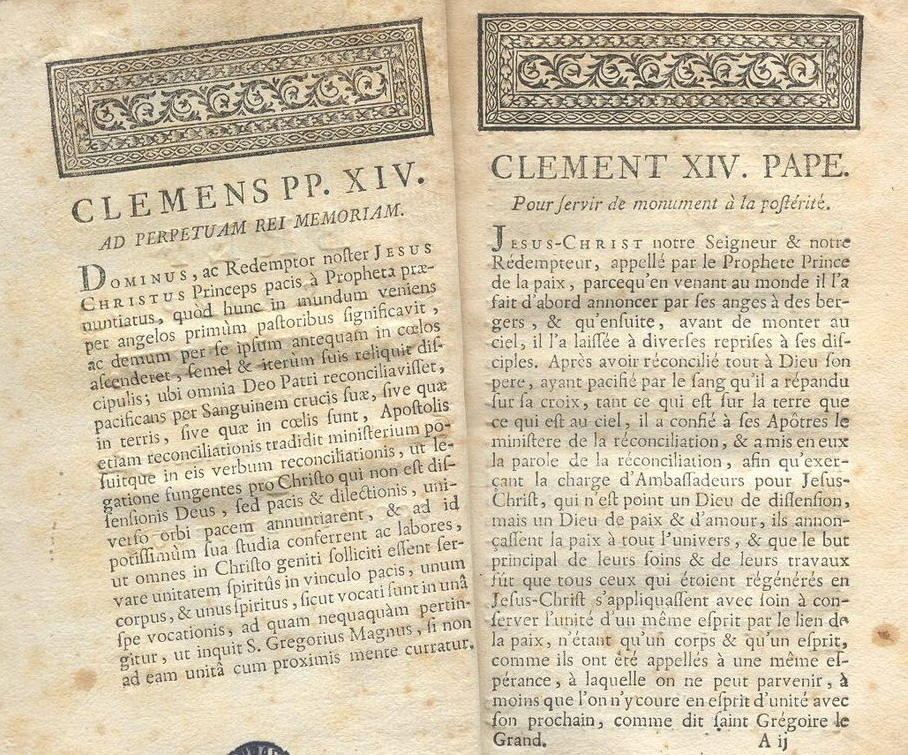
Première page du bref Dominus ac Redemptor (latin et français).

De la même façon, les Provinciales ont eu une influence décisive sur la réputation de la Compagnie de Jésus, de plus en plus attaquée jusqu’à sa dissolution temporaire par le Saint-Siège en 1773. Dans ses Entretiens de Cléandre et d’Eudoxe, tentative de réfutation de l'œuvre datant de 1694, le jésuite Gabriel Daniel avoue ainsi que «… les jésuites se sentiront longtemps de ce coup que le jansénisme leur a porté… ». De façon plus précise, alors qu’auparavant on reprochait surtout aux jésuites leur influence politique, celle-ci a popularisé l’image d’un ordre possédant et prônant une morale hypocrite et dévoyée ; ainsi, pour justifier son hostilité à leur égard, Étienne Le Camus, évêque réformateur de Grenoble, aurait renvoyé aux Provinciales. Jusqu'à la fin du XIXe siècle, cette accusation fait dès lors partie des topoi des écrits anti-jésuites, généralement sans les nuances apportées par Pascal (les jésuites corrompraient la morale volontairement) : elle est notamment reprise dans l’arrêt du parlement de Paris de 1763 qui les expulsent du royaume de France. Ceux-ci se défendent principalement en rejetant l’Apologie, et en prétendant que les maximes morales condamnables ne se trouveraient que chez un petit nombre de casuistes jésuites ; ils continuent toutefois par la suite à assumer une morale indulgente, cette tendance étant même peut-être renforcée par la polémique.
Toutefois, l'œuvre n’a sans doute pas atteint son but en ce qui concerne la défense du jansénisme et de Port-Royal, son influence sur la théologie dogmatique de l'Église ayant été quasi nulle. Du vivant de Pascal, les persécutions n'ont fait de ce point de vue que s'aggraver. Le projet consistant à obliger les membres du clergé à signer un formulaire condamnant les cinq propositions au sens de Jansénius, depuis longtemps dans l'air, est finalement mis en place en 1661. La question divise Port-Royal : Arnauld et Nicole exhortent les religieuses à s’exécuter pour échapper aux sanctions du pouvoir, ce que beaucoup d’entre elles finissent par faire, tandis que Pascal considère au contraire qu’il s’agirait d’une hypocrisie. Celui-ci décède un an plus tard. Suivant le prêtre qui lui a donné l’extrême onction, il aurait en partie renié les Provinciales sur son lit de mort, condamnant toujours la morale relâchée, mais jugeant les débats concernant la grâce, la prédestination et l’autorité du pape stériles et dangereux. Ce témoignage a souvent été remis en cause, par les contemporains (en particulier parmi les gens de Port-Royal) comme par les analystes modernes. Les opinions à ce sujet sont aujourd’hui partagées.
De façon plus générale, la réception du contenu idéologique des Provinciales a varié au cours du temps. Le débat sur la grâce suscite l’intérêt jusqu’à la fin du XVIIe siècle ; toutefois, durant le siècle suivant, les partisans des Lumières en retiennent surtout le dénigrement de la Compagnie de Jésus, évolution observable même chez les jansénistes. À partir du XIXe siècle, ces deux questions sont de plus en plus considérées comme dépassées, et les Provinciales perdent de ce fait de leur aura et de leur célébrité par rapport aux Pensées, d'autant plus que cette dernière œuvre correspond davantage à la sensibilité des romantiques. Au sein de l’Église, les Provinciales ont été rejetées par le courant ultramontain (Joseph de Maistre les a par exemple appelées « les menteuses ») mais ont constitué pour le mouvement janséniste une œuvre majeure et fondatrice ; le Saint-Siège les a quant à lui toujours officiellement condamnées.[réf. nécessaire]

### Postérité littéraire

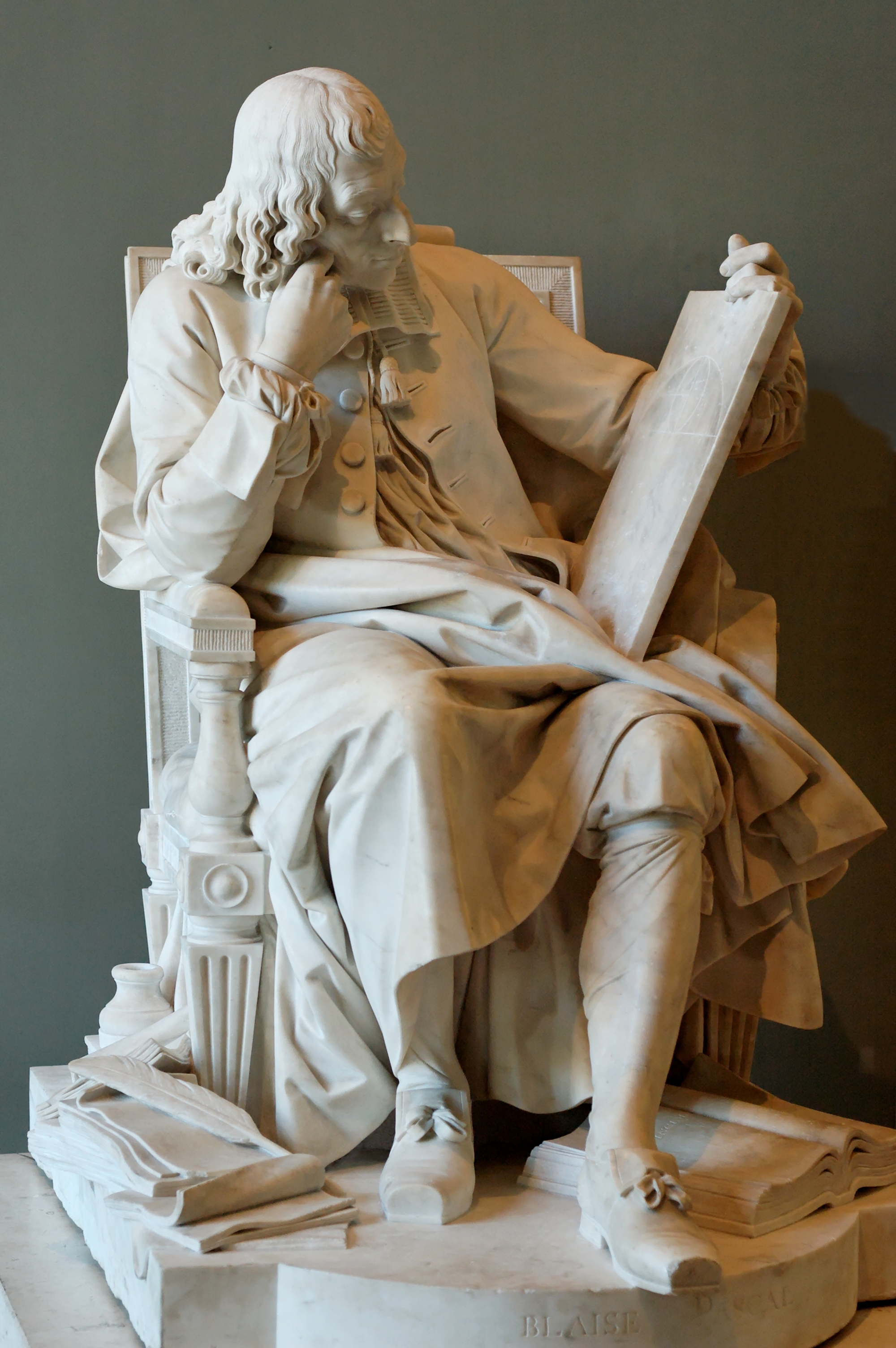
Blaise Pascal : les Provinciales sont situées à ses pieds, à droite ; marbre d’Augustin Pajou, 1785.

Les Provinciales sont traduites pour la première fois dans une langue étrangère par le théologien anglican Henry Hammond, en anglais, dans le but de polémiquer contre l’Église catholique. Parue en septembre 1657, cette traduction est un succès de librairie, ce qui montre l’intérêt du public anglais pour l’affaire. Une transcription en latin, essentielle pour atteindre l’ensemble des lettrés d’Europe, parait également en 1658 ; c’est Nicole qui s’en charge. Son travail est généralement considéré comme de très bonne qualité, que ce soit du point de vue de la traduction elle-même (il s’inspire des pièces de Térence pour l’améliorer), que des notes et de la préface qui l’accompagne.
Après le décès de Pascal en 1662, les Provinciales continuent d’être un succès de vente : on en compte une trentaine d’éditions jusqu’en 1700, plus de vingt-cinq au XVIIIe siècle, et une quarantaine dans la première moitié du XIXe siècle. Les deux plus notables parmi celles-ci, généralement de mauvaise qualité, sont sans doute celle de Françoise-Marguerite de Joncoux, ancienne élève de Port-Royal, et celle de Charles Bossut. Dans la seconde moitié du XIXe siècle, paraissent les premières versions accompagnées d’un appareil critique : la meilleure est probablement celle d’Auguste Molinier, imprimée en 1891. Concernant le siècle suivant, on peut également citer celle d'Augustin Gazier, parue en 1914, et celle de Louis Cognet, parue en 1965.
Ce succès reflète l’admiration que l’œuvre a soulevée : dès la seconde moitié du XVIIe siècle, on considère les Provinciales comme un classique de la littérature française. Si son contenu idéologique est souvent rejeté, la qualité du style et de la rhétorique de Pascal est presque unanimement reconnue. Nicolas Boileau aurait ainsi perçu les Provinciales comme le seul ouvrage moderne pouvant être comparé à ceux des Anciens ; un jugement semblable est émis, entre autres, par Racine dans son Abrégé de l’histoire de Port-Royal (« Mais M. Pascal venant à traiter cette matière avec sa vivacité merveilleuse, cet heureux agrément que Dieu lui avait donné… »), et par la marquise de Sévigné dans une de ses lettres (« Peut-on avoir un style plus parfait, une raillerie plus fine, plus naturelle, plus délicate… »). Au XVIIIe siècle, puis au XIXe siècle, les tenants des Lumières comme les romantiques ont pour la plupart une opinion similaire : Voltaire les considère par exemple comme « le premier livre de génie qu’on vit en prose… » et il écrit : « Les meilleures comédies de Molière n’ont pas plus de sel que les premières Lettres provinciales : Bossuet n’a rien de plus sublime que les dernières », tandis que François-René de Chateaubriand affirme qu’elle « …donna le modèle de la plus parfaite plaisanterie comme du raisonnement le plus fort ».
Les Provinciales, avec les Pensées, ont ainsi exercé une influence déterminante sur l’expression du français en prose, contribuant certainement à la création du « style naturel » caractéristique du français classique, même si l'ampleur de cette influence fait débat ; celle-ci est perceptible dès après la publication de l'œuvre chez les auteurs proches de Port-Royal, tels François de La Rochefoucauld, Pierre Nicole, ou encore Antoine Arnauld. Dès le XVIIe siècle, de nombreux auteurs mettent ainsi en avant le rôle fondateur des Provinciales de ce point de vue, et celles-ci sont souvent citées dans les dictionnaires de référence du « Grand siècle ». Pour cette raison, elles sont généralement jugées encore adaptées au lecteur moderne.
Par ailleurs, celles-ci ont certainement influencé la future littérature polémique, et plus généralement la pratique de la rhétorique, qui s'affranchit progressivement au XVIIe siècle du modèle des Anciens au bénéfice de la seule efficacité. Les Provinciales ont sans doute également contribué à répandre le genre du dialogue d’idée, qui connait son apogée en France à la fin du Grand siècle : Nicolas Malebranche, auteur de nombreuses œuvres de ce type, est par exemple un admirateur des Provinciales. Enfin, une influence sur le théâtre français classique (notamment sur les pièces de Molière) et sur le roman épistolaire (qui commence à être en vogue à partir des années 1660) n’est pas non plus à écarter.
Les Provinciales ont été adaptées au théâtre par Bruno Bayen et Louis-Charles Sirjacq. La pièce est créée au théâtre Vidy-Lausanne le 5 décembre 2007, et reprise au théâtre national de Chaillot en janvier 2008.